# 国際宇宙ステーション

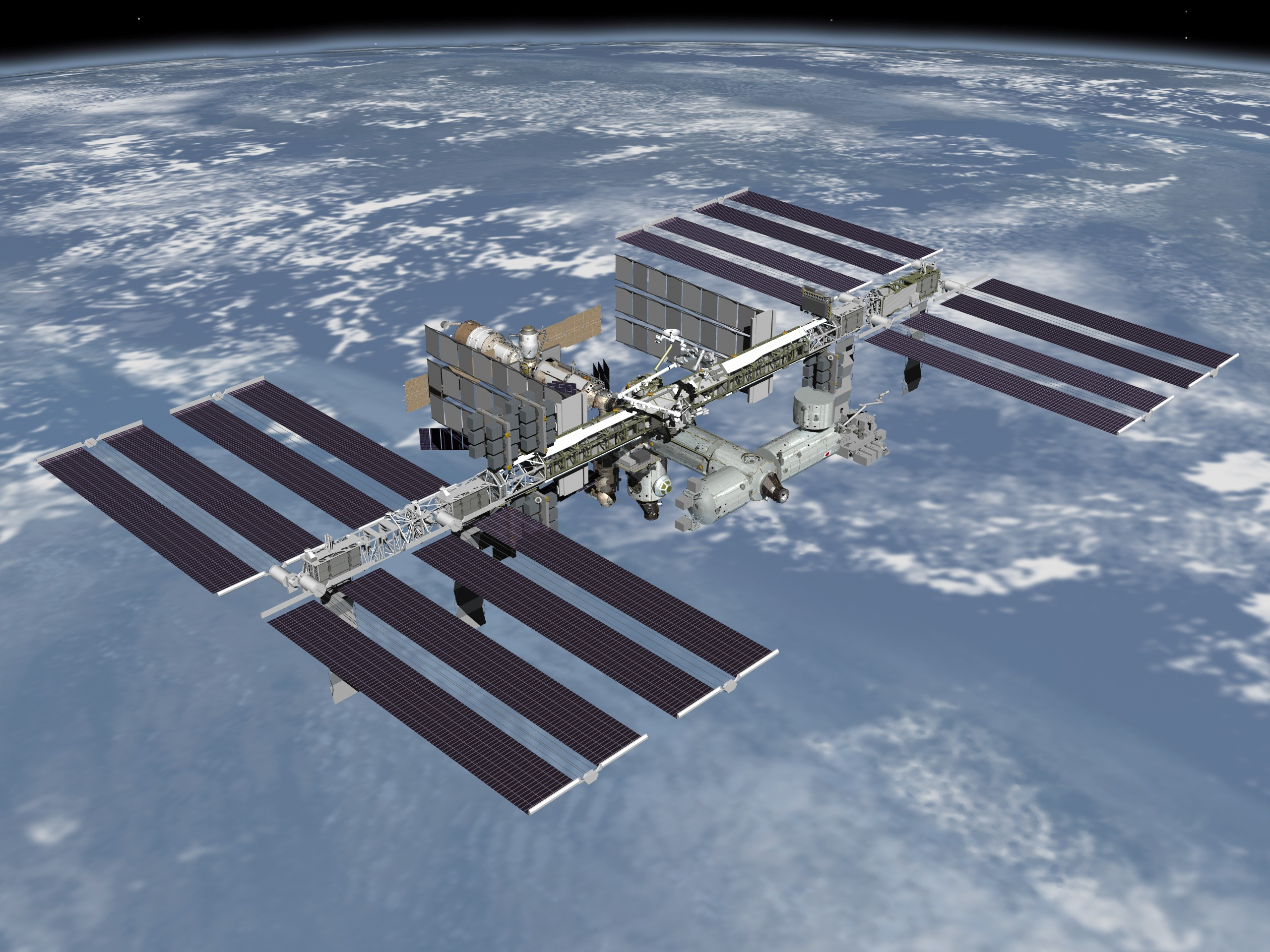
CGによる完成予想図。

国際宇宙ステーション（こくさいうちゅうステーション、英: International Space Station、略称：ISS、仏: Station spatiale internationale、略称：SSI、露: Междунаро́дная косми́ческая ста́нция、略称：МКС）は、低軌道にあるモジュール式の宇宙ステーション（居住可能な人工衛星）である。これは、NASA（米国）、ロスコスモス（ロシア）、JAXA（日本）、ESA（ヨーロッパ）、CSA（カナダ）の5つの宇宙機関が参加する多国籍共同プロジェクトである。宇宙ステーションの所有権と使用は、政府間条約と協定によって確立されている。この宇宙ステーションは宇宙生物学、天文学、気象学、物理学などの分野で科学研究を行う微小重力と宇宙環境の研究所として機能する。ISSは、月と火星への将来の長期ミッションに必要な宇宙船システムと機器のテストに適している。
ISSプログラムは、1984年に恒久的に有人の地球周回ステーションを建設するために考案されたアメリカの提案である宇宙ステーションフリーダムと、1976年からの同様の目的を持つ同時期のソビエト/ロシアのミール2提案から発展した。ISSは、ソビエト、後にロシアのサリュート、アルマース、ミールの各ステーションとアメリカのスカイラブに続いて、乗組員が居住する9番目の宇宙ステーションである。これは、宇宙で最大の人工衛星であり、低軌道で最大の衛星であり、地球の表面から肉眼で定期的に見ることができる。ズヴェズダサービスモジュールまたは訪問している宇宙船のエンジンを使用した再ブースト操作により平均高度400 km（250マイル）の軌道を維持する。ISSは約91分で地球を一周し、1日あたり地球を15.5周回する。
ステーションは2つのセクションに分かれている。ロシア軌道セグメント (ROS) はロシアによって運営されており、米国軌道セグメント (USOS) は米国と他の国によって運営されている。ロシアセグメントには6つのモジュールが含まれている。米国のセグメントには10のモジュールが含まれており、そのサポートサービスはNASAで76.6%、JAXAで12.8%、ESAで8.3%、CSAで2.3%に分散されている。
ロスコスモスは、2024年までROSの継続的な運用を承認しており、以前はセグメントを使用してOPSEKと呼ばれる新しいロシアの宇宙ステーションを建設することを提案していた。最初のISSコンポーネントは1998年に打ち上げられ、最初の長期居住者は2000年10月31日にバイコヌール宇宙基地から打ち上げられた後、2000年11月2日に到着した。それ以来、このステーションは24年98日間継続して使用されており、ミール宇宙ステーションが保持していた過去の記録である9年357日を超えて、低軌道で最も長く継続的な人工の存在となっている。最新の主要な加圧モジュールであるNaukaは、前回の主要な追加である2011年のLeonardoから10年余り後の2021年に取り付けられた。宇宙ステーションの開発と組み立ては継続され、2016年に実験的な膨張式宇宙居住施設が追加され、いくつかの主要な新しいロシアのモジュールは2021年に打ち上げが予定されている。2022年1月、ステーションの運用許可は2030年まで延長され、その年を通じて資金が確保された。その後、将来の月と火星のミッションを追求するためにISSの運用を民営化するよう求められており、元NASA長官のジム・ブライデンスティンは「現在の予算の制約を考えると、月に行きたい、火星に行きたいのであれば、低軌道を商業化して次のステップに進む必要がある。」と述べている。
ISSは、加圧された居住モジュール、構造トラス、太陽光発電ソーラーアレイ、熱ラジエーター、ドッキングポート、実験ベイ、ロボットアームで構成されている。主要なISSモジュールは、ロシアのプロトンロケットとソユーズロケット、および米国のスペースシャトルによって打ち上げられた。宇宙ステーションは、さまざまな訪問する宇宙船によって整備されている（ロシアのソユーズとプログレス、スペースXドラゴン2、ノースロップグラマン宇宙システムシグナス、そして以前はヨーロッパのATV、日本のH-II補給機、スペースXドラゴン1）。ドラゴン宇宙船は、加圧された貨物を地球に戻すことを可能にする。これは、例えばさらなる分析のために科学実験を帰還させるために使用される。2021年12月の時点で、19か国から251人の宇宙飛行士、宇宙旅行者が宇宙ステーションを訪れた。その多くは何度も訪れている。これには、155人のアメリカ人、52人のロシア人、11人の日本人、8人のカナダ人、5人のイタリア人、4人のフランス人、同じく4人のドイツ人とそれぞれ1人のベルギー人、オランダ人、スウェーデン人、ブラジル人、デンマーク人、カザフスタン人、スペイン人、イギリス人、マレーシア人、南アフリカ人、韓国人、UAE人が含まれる。

## 参加国・関係国
国際宇宙ステーションの開発は、1988年9月に締結された日米加欧の政府間協定により着手された。1998年にはロシア、スウェーデン、スイスを加えた国際宇宙ステーション協定が署名され、これによりISS計画の参加国は、アメリカ、ロシア、カナダ、日本、欧州宇宙機関 (ESA) 加盟の各国（ベルギー、デンマーク、フランス、ドイツ、イタリア、オランダ、ノルウェー、スペイン、スウェーデン、スイス、イギリス）の15カ国となっている。これとは別に、ブラジル宇宙機関がアメリカと二国間協定を結んで参加している。また、イタリア宇宙機関はESAを通じてだけでなく、NASAとの直接契約で多目的補給モジュールを開発している。
中国は2007年にISSへの参加を打診したが、アメリカの反対により認められず、独自の宇宙ステーションである「中国宇宙ステーション」を運用中である。インドもISSへの参加を希望するも他の参加国の反対に遭ったため、独自の宇宙ステーションの建設を決定した。
ロシアは2021年に、2025年に独自の宇宙ステーションを打ち上げ、ISSから撤退すると発表した。翌2022年のウクライナ侵攻を期に、2024年以降に撤退することも表明する。しかし自前の宇宙ステーションの建設開始が遅れるとの見込みから、最終的には2028年までの参加延長を決定している。

## 計画推移
国際宇宙ステーション計画が最初に持ち上がったのは、1980年代初期の米大統領のレーガンによる冷戦期における西側諸国の宇宙ステーション「フリーダム計画」である。この計画は、西側の結束力をアピールしてソビエト連邦に対抗する政治的な意図が非常に強いものであった。搭乗人数は出資比率によって定められたが、米国、欧州、カナダ、日本の飛行士がそれぞれ、必ず年間を通して滞在できることになっていた。しかし、米国や欧州の財政難、スペースシャトル「チャレンジャー」の爆発事故、続く冷戦終結による政治的アピールの必要性低下によって計画は遅々として進まなかった。計画は「アルファ」に変更、ステーションの規模も大幅に縮小され、米国を含めて搭乗人数を削減し、各国の滞在期間も短縮した。
一方、ソ連は「サリュート」に続く宇宙ステーション「ミール」による宇宙滞在を実現していたが、1991年末のソビエト連邦の崩壊による混乱と財政難で、ミールは宇宙空間で劣化した。米国はロシアを取り込む目的もあって、アルファとミール（ミール2）を統合する計画を持ちかけたが、ロシアは新しいモジュール「ザーリャ」他を打ち上げる意欲を示した為、完全な新型宇宙ステーションとしてISS計画が開始された。しかし、ISS計画ではロシアの発言力が非常に大きくなり、常時ロシア人飛行士が滞在することとなった為、日欧加飛行士の滞在期間や搭乗人数は増加しなかった。
1998年にロシアが製造したザーリャモジュールが打ち上げられてISSの建設が開始されたが、2003年にスペースシャトル「コロンビア」の空中分解によって建設は一時中断し、その後の調整で建設規模が縮小、米露はともかく、日欧加の飛行士がどれだけ滞在できるかは未知数となった。

## 宇宙飛行士の滞在
ISSに滞在するクルーは当初は3人、2003年2月のコロンビア号事故後しばらくは2人であった。2009年5月29日からは6人に増加された。
ISSに滞在する正式クルーは政府間協定締結国に限られている（滞在権について各国・機関毎に枠がある）。一方で、参加国・機関が別途民間人と商業契約を結び、自国枠を提供しISSに滞在させる宇宙飛行関係者という区分があり、これまでロシアのみが商業契約を結び、民間人を滞在させている。

## 建設

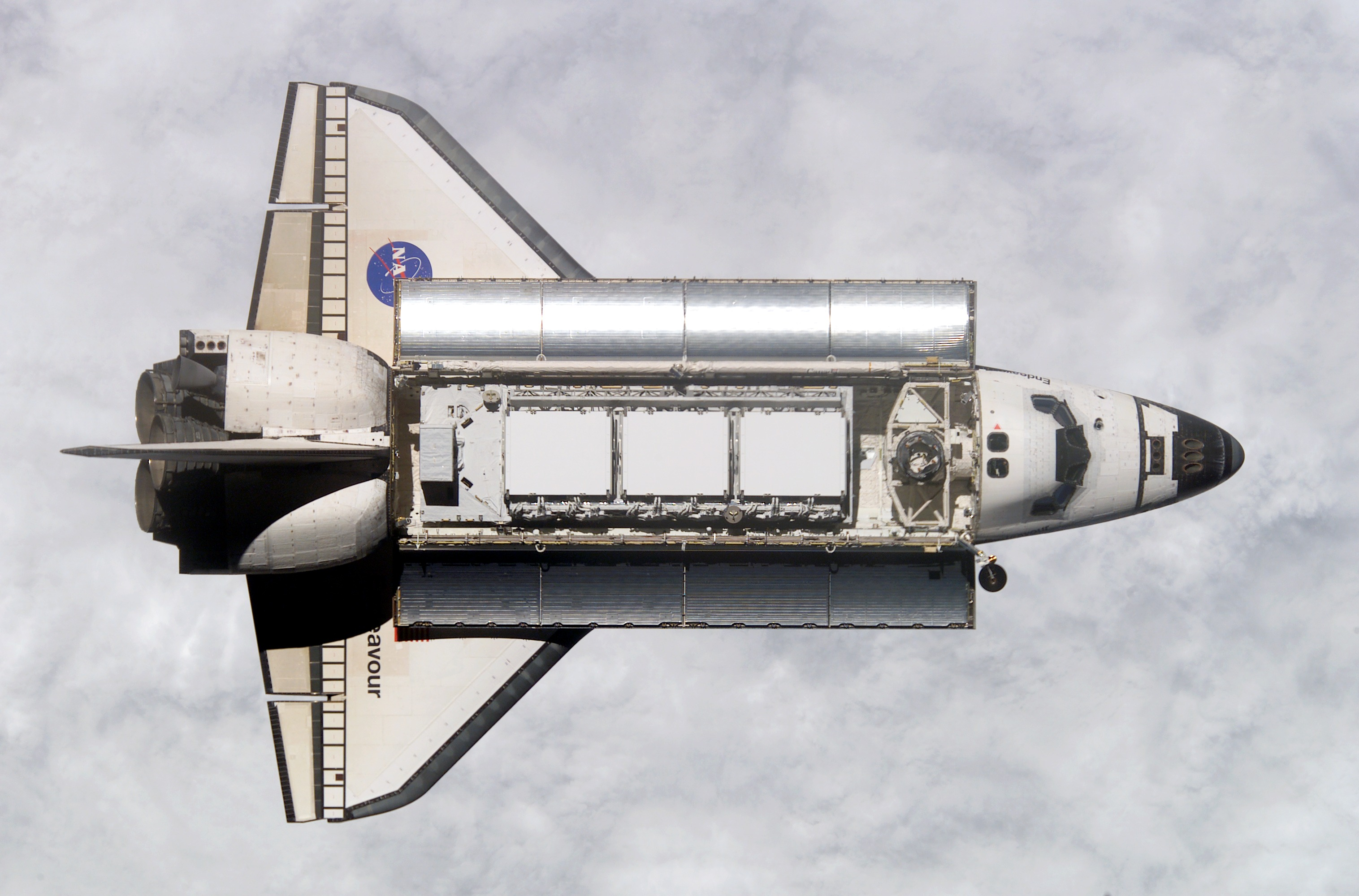
国際宇宙ステーションの構造物を運ぶエンデバー。

ISSの建設は組立部品及び作業のため、50回以上の打ち上げが要求された。そのうち39回はスペースシャトルによる打ち上げである。比較的小型な部品はプログレス補給船といった無人宇宙補給機によって運ばれた。組立が完了した時点のISSは、体積1,200立方メートル、重量419トン、最大発生電力110キロワット、トラス（横方向）の長さ108.4メートル、進行方向の長さ74メートル、最大滞在人数は6名となった。
ステーションはいくつかのモジュール及び要素で構成される。
すでに打ち上げられたもの
- 「ザーリャ」 (FGB) 基本機能モジュール 米（製造は露）1998年11月20日
- 「ユニティ」 (Node 1) 結合モジュール1 米 1998年12月4日
- 「ズヴェズダ」 居住モジュール 露 2000年7月12日
- 「デスティニー」(LAB) 米国実験棟 米 2001年2月
- 「クエスト」 エアロック 米 2001年7月
- 「ピアース」 (DC-1) ロシアのドッキング室・エアロック  2001年9月
- 「カナダアーム2」 (SSRMS) カナダ 2001年4月
- 「トラス」
  - Z1トラス 米 2000年10月
  - P6トラス 米 2000年12月
  - S0トラス 米 2002年7月
  - S1トラス 米 2002年10月
  - P1トラス 米 2002年11月
  - P3/P4トラス 米 2006年9月
  - P5トラス 米 2006年12月
  - S3/S4トラス 米 2007年6月
  - S5トラス 米 2007年8月
  - S6トラス 米 2009年3月
- 「ハーモニー」 (Node 2) 結合モジュール2 米（製造は欧）2007年11月
- 「コロンバス」 欧州実験棟 欧 2008年2月
- 「きぼう」 (JEM) 日本実験棟の船内保管室 日 2008年3月
  - 船内実験室とロボットアーム 日 2008年5月
  - 船外実験プラットフォームと船外パレット - 日、2009年7月（船外パレットは輸送のみに使い回収）
- 「ポイスク」 (MRM-2) ミニ・リサーチ・モジュール2 露、2009年11月
- 「トランクウィリティ」 (Node 3) 結合モジュール3 米（製造は欧）2010年2月
- 「キューポラ」 欧 2010年2月
- 「ラスヴェット」 (MRM-1) ミニ・リサーチ・モジュール1 露 2010年5月
- 「恒久的多目的モジュール」 (PMM) : MPLM「レオナルド」を改造 - 欧 2011年2月
- 「アルファ磁気分光器」 (AMS-02) - 大型実験装置、米 2011年5月
- 「ナウカ」 (MLM) 多目的実験モジュール 露 2021年7月[40][41] プロトン-Mロケットにより打ち上げ[42]
- 「欧州ロボットアーム」 (ERA) 欧 2021年7月 ナウカ (MLM) に装着され同時打ち上げ[42]

定期的な補給ミッションで使用
- 多目的補給モジュール (MPLM) 米（製造はイタリア）（シャトルの退役に伴い退役）

「レオナルド」、「ラファエロ」の2基を使用

キャンセルされたモジュールや構成要素
- ロシア研究モジュール 1基に削減
- ドッキング保管モジュール (DSM×2) - 露、キャンセル
- 科学電力プラットフォーム - 露、キャンセル
- 汎用ドッキングモジュール - 露、キャンセル

多目的実験モジュールと統合
- 暫定制御モジュール - 米、キャンセル

ズヴェズダの打ち上げ成功により不要となった
- 米国推進モジュール - 米、キャンセル
- 米国居住モジュール - 米、キャンセル
- セントリフュージ環境モジュール (CAM) - 米、キャンセル
- X-38乗員帰還機 (CRV) - 米、キャンセル

現在はソユーズ宇宙船で代替 将来はドラゴン2とCST-100に交代する方針

他の主要なシステム
- アメリカ 太陽電池パドル - S4, S6, P4, P6トラスに設置
- アメリカ ドラゴン宇宙船 - 無人補給船
- カナダ モービルベースシステム（カナダアーム2のベース部）
- ロシア ソユーズ宇宙船 - 乗員交代及び緊急避難用、6か月ごとに交換
- ロシア プログレス補給船 - 無人補給船
- ヨーロッパ (ESA) 欧州補給機 (ATV) - 無人補給船
- 日本 (JAXA) 宇宙ステーション補給機 (H-II Transfer Vehicle: HTV) - 無人補給船

## 基本構造
総体積は約935立方メートル、質量は約420トン。
ISS はモジュール式宇宙ステーションであり、自在にモジュールを追加または削除できその姿は時期によって変化する。

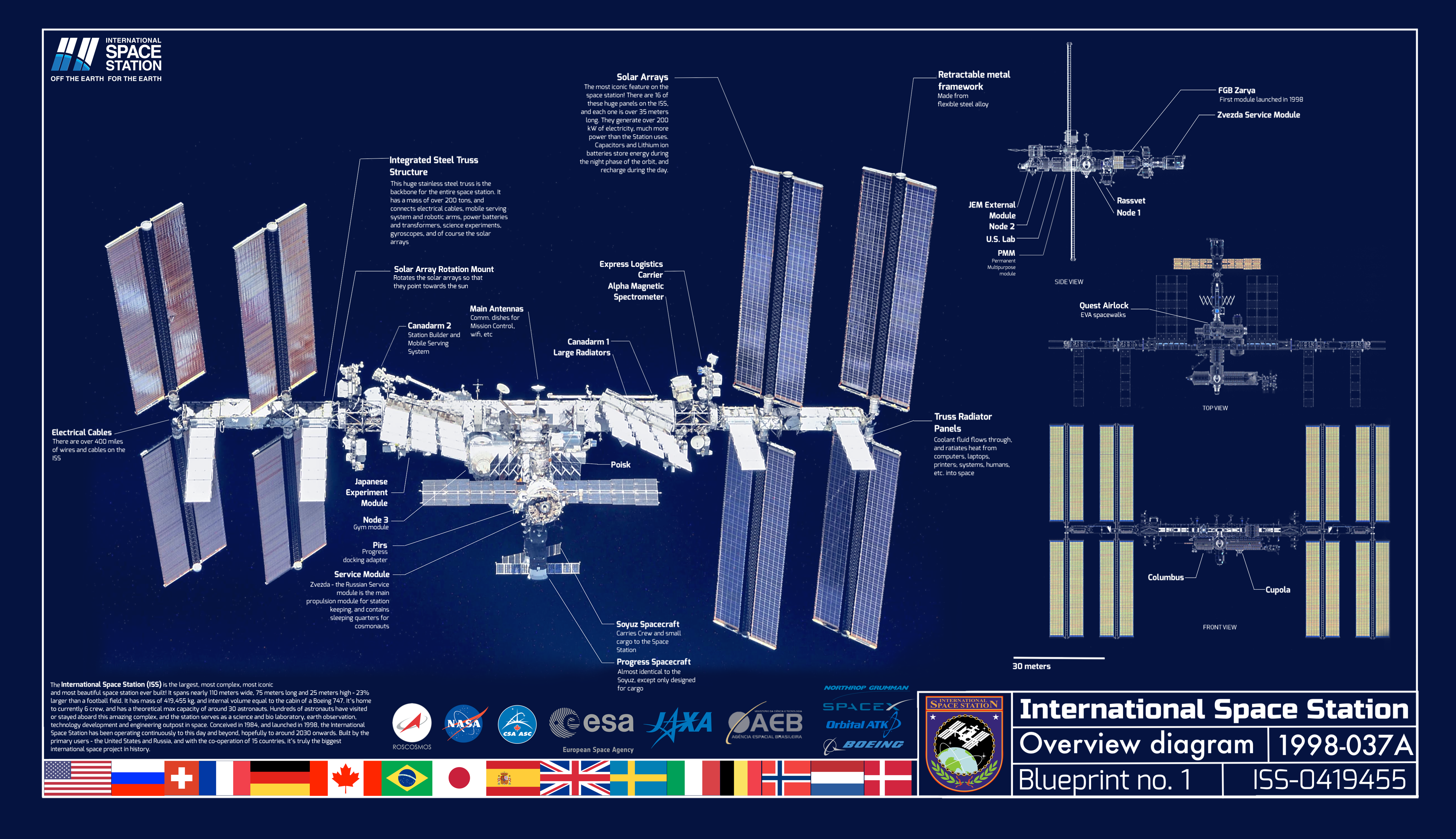
ISSのブループリント(2018年時点)
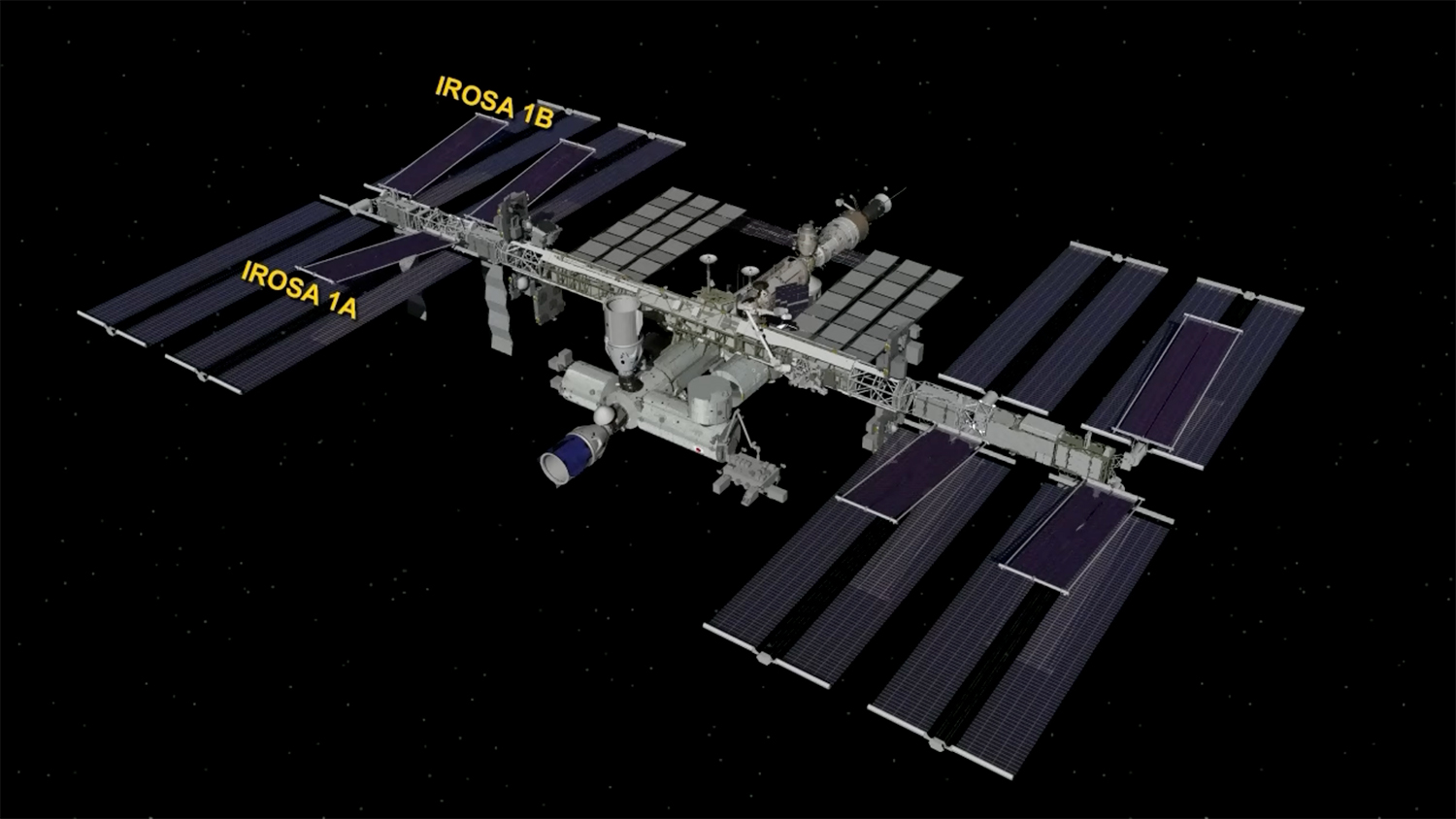
ISSのレンダリング (2023年)

以下は主要なステーションのコンポーネントの図である。 Unity ノードは Destiny ラボに直接接続する。明確にするために、それらは別々に示されている。同様のケースは構造物の他の部分でも見られる。
凡例:
- 加圧コンポーネントː乗組員が宇宙服を着用せずにアクセスできる
- ドッキング/係留ポートː 訪問宇宙船が存在する場合は加圧される
- エアロックː加圧環境と非加圧環境の間で人や物を移動させるときに用いる
- 非加圧ステーション上部構造
- 非加圧コンポーネント
- 一時的に機能しなくなった、または稼働していないコンポーネント
- 削除された以前のコンポーネント
- 将来的な、まだ装備されていないコンポーネント

|                      |                      |                      |                      |                                       |                                       |                                       |                                       |                                       |                                       |                      |                      |                      |                      |                      |                      |                      |                      |                                |                      |                      |                      | Russian docking port   |               |                    |                    |                        |                    |                    |                    |               |               |                       |                       |                       |                       |                       |                       |                  |                  |                  |                  |                  |                  |             |             |             |             |             |             |                        |                        |                        |                        |                        |                        |             |             |             |             |            |            |            |            |  |  |  |  |  |  |
|                      |                      |                      |                      |                                       |                                       |                                       |                                       |                                       |                                       |                      |                      |                      |                      |                      |                      |                      |                      |                                |                      |                      |                      |                        |               |                    |                    |                        |                    |                    |                    |               |               |                       |                       |                       |                       |                       |                       |                  |                  |                  |                  |                  |                  |             |             |             |             |             |             |                        |                        |                        |                        |                        |                        |             |             |             |             |            |            |            |            |  |  |  |  |  |  |
|                      |                      |                      |                      | Means of attachment of large payloads | Means of attachment of large payloads | Means of attachment of large payloads | Means of attachment of large payloads | Means of attachment of large payloads | Means of attachment of large payloads |                      |                      | Heat radiator        | Heat radiator        | Heat radiator        | Heat radiator        | Heat radiator        | Heat radiator        |                                |                      |                      |                      |                        |               |                    |                    | Poisk                  | Poisk              | Poisk              | Poisk              | Poisk         | Poisk         | Russian docking port  | Russian docking port  | Russian docking port  | Russian docking port  | Russian docking port  | Russian docking port  |                  |                  |                  |                  |                  |                  |             |             |             |             |             |             |                        |                        |                        |                        |                        |                        |             |             |             |             |            |            |            |            |  |  |  |  |  |  |
| Portable workpost    |                      |                      |                      | Means of attachment of large payloads | Means of attachment of large payloads | Means of attachment of large payloads | Means of attachment of large payloads | Means of attachment of large payloads | Means of attachment of large payloads |                      |                      | Heat radiator        | Heat radiator        | Heat radiator        | Heat radiator        | Heat radiator        | Heat radiator        |                                |                      |                      |                      |                        |               |                    |                    | Poisk                  | Poisk              | Poisk              | Poisk              | Poisk         | Poisk         | Russian docking port  | Russian docking port  | Russian docking port  | Russian docking port  | Russian docking port  | Russian docking port  |                  |                  |                  |                  |                  |                  |             |             |             |             |             |             |                        |                        |                        |                        |                        |                        |             |             |             |             |            |            |            |            |  |  |  |  |  |  |
|                      |                      |                      |                      |                                       |                                       |                                       |                                       |                                       |                                       |                      |                      |                      |                      |                      |                      |                      |                      |                                |                      |                      |                      |                        |               |                    |                    |                        |                    |                    |                    |               |               |                       |                       |                       |                       |                       |                       |                  |                  |                  |                  |                  |                  |             |             |             |             |             |             |                        |                        |                        |                        |                        |                        |             |             |             |             |            |            |            |            |  |  |  |  |  |  |
| European Robotic Arm | European Robotic Arm | European Robotic Arm | European Robotic Arm | European Robotic Arm                  | European Robotic Arm                  |                                       |                                       |                                       |                                       |                      |                      |                      |                      | Solar array          | Solar array          | Solar array          | Solar array          | Solar array                    | Solar array          |                      |                      | Zvezda                 | Zvezda        | Zvezda             | Zvezda             | Zvezda                 | Zvezda             |                    |                    | Solar array   | Solar array   | Solar array           | Solar array           | Solar array           | Solar array           |                       |                       |                  |                  |                  |                  |                  |                  |             |             |             |             |             |             |                        |                        |                        |                        |                        |                        |             |             |             |             |            |            |            |            |  |  |  |  |  |  |
| European Robotic Arm | European Robotic Arm | European Robotic Arm | European Robotic Arm | European Robotic Arm                  | European Robotic Arm                  |                                       |                                       |                                       |                                       |                      |                      |                      |                      | Solar array          | Solar array          | Solar array          | Solar array          | Solar array                    | Solar array          |                      |                      | Zvezda                 | Zvezda        | Zvezda             | Zvezda             | Zvezda                 | Zvezda             |                    |                    | Solar array   | Solar array   | Solar array           | Solar array           | Solar array           | Solar array           |                       |                       |                  |                  |                  |                  |                  |                  |             |             |             |             |             |             |                        |                        |                        |                        |                        |                        |             |             |             |             |            |            |            |            |  |  |  |  |  |  |
|                      |                      |                      |                      |                                       |                                       |                                       |                                       |                                       |                                       |                      |                      |                      |                      |                      |                      |                      |                      |                                |                      |                      |                      |                        |               |                    |                    |                        |                    |                    |                    |               |               |                       |                       |                       |                       |                       |                       |                  |                  |                  |                  |                  |                  |             |             |             |             |             |             |                        |                        |                        |                        |                        |                        |             |             |             |             |            |            |            |            |  |  |  |  |  |  |
|                      |                      |                      |                      |                                       |                                       |                                       |                                       |                                       |                                       |                      |                      |                      |                      |                      |                      |                      |                      |                                |                      |                      |                      |                        |               |                    |                    |                        |                    |                    |                    |               |               |                       |                       |                       |                       |                       |                       |                  |                  |                  |                  |                  |                  |             |             |             |             |             |             |                        |                        |                        |                        |                        |                        |             |             |             |             |            |            |            |            |  |  |  |  |  |  |
|                      |                      | Solar array          | Solar array          | Solar array                           | Solar array                           | Solar array                           | Solar array                           |                                       |                                       | Nauka                | Nauka                | Nauka                | Nauka                | Nauka                | Nauka                |                      |                      | Solar array                    | Solar array          | Solar array          | Solar array          | Solar array            | Solar array   |                    |                    | Pirs                   | Pirs               | Pirs               | Pirs               | Pirs          | Pirs          | Russian docking port  | Russian docking port  | Russian docking port  | Russian docking port  | Russian docking port  | Russian docking port  |                  |                  |                  |                  |                  |                  |             |             |             |             |             |             |                        |                        |                        |                        |                        |                        |             |             |             |             |            |            |            |            |  |  |  |  |  |  |
|                      |                      | Solar array          | Solar array          | Solar array                           | Solar array                           | Solar array                           | Solar array                           |                                       |                                       | Nauka                | Nauka                | Nauka                | Nauka                | Nauka                | Nauka                |                      |                      | Solar array                    | Solar array          | Solar array          | Solar array          | Solar array            | Solar array   |                    |                    | Pirs                   | Pirs               | Pirs               | Pirs               | Pirs          | Pirs          | Russian docking port  | Russian docking port  | Russian docking port  | Russian docking port  | Russian docking port  | Russian docking port  |                  |                  |                  |                  |                  |                  |             |             |             |             |             |             |                        |                        |                        |                        |                        |                        |             |             |             |             |            |            |            |            |  |  |  |  |  |  |
|                      |                      |                      |                      |                                       |                                       |                                       |                                       |                                       |                                       |                      |                      |                      |                      |                      |                      |                      |                      |                                |                      |                      |                      |                        |               |                    |                    |                        |                    |                    |                    |               |               |                       |                       |                       |                       |                       |                       |                  |                  |                  |                  |                  |                  |             |             |             |             |             |             |                        |                        |                        |                        |                        |                        |             |             |             |             |            |            |            |            |  |  |  |  |  |  |
|                      |                      | Russian docking port | Russian docking port | Russian docking port                  | Russian docking port                  | Russian docking port                  | Russian docking port                  |                                       |                                       | Experiment airlock   | Experiment airlock   | Experiment airlock   | Experiment airlock   | Experiment airlock   | Experiment airlock   |                      |                      |                                |                      |                      |                      |                        |               |                    |                    |                        |                    |                    |                    |               |               |                       |                       |                       |                       |                       |                       |                  |                  |                  |                  |                  |                  |             |             |             |             |             |             |                        |                        |                        |                        |                        |                        |             |             |             |             |            |            |            |            |  |  |  |  |  |  |
|                      |                      | Russian docking port | Russian docking port | Russian docking port                  | Russian docking port                  | Russian docking port                  | Russian docking port                  |                                       |                                       | Experiment airlock   | Experiment airlock   | Experiment airlock   | Experiment airlock   | Experiment airlock   | Experiment airlock   |                      |                      |                                |                      |                      |                      |                        |               |                    |                    |                        |                    |                    |                    |               |               |                       |                       |                       |                       |                       |                       |                  |                  |                  |                  |                  |                  |             |             |             |             |             |             |                        |                        |                        |                        |                        |                        |             |             |             |             |            |            |            |            |  |  |  |  |  |  |
|                      |                      |                      |                      |                                       |                                       |                                       |                                       |                                       |                                       |                      |                      |                      |                      |                      |                      |                      |                      |                                |                      |                      |                      |                        |               |                    |                    |                        |                    |                    |                    |               |               |                       |                       |                       |                       |                       |                       |                  |                  |                  |                  |                  |                  |             |             |             |             |             |             |                        |                        |                        |                        |                        |                        |             |             |             |             |            |            |            |            |  |  |  |  |  |  |
| Russian docking port | Russian docking port | Russian docking port | Russian docking port | Russian docking port                  | Russian docking port                  |                                       |                                       | Prichal                               | Prichal                               | Prichal              | Prichal              | Prichal              | Prichal              |                      |                      | Russian docking port | Russian docking port | Russian docking port           | Russian docking port | Russian docking port | Russian docking port |                        |               |                    |                    |                        |                    |                    |                    |               |               |                       |                       |                       |                       |                       |                       |                  |                  |                  |                  |                  |                  |             |             |             |             |             |             |                        |                        |                        |                        |                        |                        |             |             |             |             |            |            |            |            |  |  |  |  |  |  |
| Russian docking port | Russian docking port | Russian docking port | Russian docking port | Russian docking port                  | Russian docking port                  |                                       |                                       | Prichal                               | Prichal                               | Prichal              | Prichal              | Prichal              | Prichal              |                      |                      | Russian docking port | Russian docking port | Russian docking port           | Russian docking port | Russian docking port | Russian docking port |                        |               |                    |                    |                        |                    |                    |                    |               |               |                       |                       |                       |                       |                       |                       |                  |                  |                  |                  |                  |                  |             |             |             |             |             |             |                        |                        |                        |                        |                        |                        |             |             |             |             |            |            |            |            |  |  |  |  |  |  |
|                      |                      |                      |                      |                                       |                                       |                                       |                                       |                                       |                                       |                      |                      |                      |                      |                      |                      |                      |                      |                                |                      |                      |                      |                        |               |                    |                    |                        |                    |                    |                    |               |               |                       |                       |                       |                       |                       |                       |                  |                  |                  |                  |                  |                  |             |             |             |             |             |             |                        |                        |                        |                        |                        |                        |             |             |             |             |            |            |            |            |  |  |  |  |  |  |
|                      |                      |                      |                      | Russian docking port                  | Russian docking port                  | Russian docking port                  | Russian docking port                  | Russian docking port                  | Russian docking port                  |                      |                      | Russian docking port | Russian docking port | Russian docking port | Russian docking port | Russian docking port | Russian docking port |                                |                      |                      |                      |                        |               |                    |                    |                        |                    |                    |                    |               |               |                       |                       |                       |                       |                       |                       |                  |                  |                  |                  |                  |                  |             |             |             |             |             |             |                        |                        |                        |                        |                        |                        |             |             |             |             |            |            |            |            |  |  |  |  |  |  |
|                      |                      |                      |                      | Russian docking port                  | Russian docking port                  | Russian docking port                  | Russian docking port                  | Russian docking port                  | Russian docking port                  |                      |                      | Russian docking port | Russian docking port | Russian docking port | Russian docking port | Russian docking port | Russian docking port |                                |                      |                      |                      |                        |               |                    |                    |                        |                    |                    |                    |               |               |                       |                       |                       |                       |                       |                       |                  |                  |                  |                  |                  |                  |             |             |             |             |             |             |                        |                        |                        |                        |                        |                        |             |             |             |             |            |            |            |            |  |  |  |  |  |  |
|                      |                      |                      |                      |                                       |                                       |                                       |                                       |                                       |                                       |                      |                      |                      |                      | Solar array          | Solar array          | Solar array          | Solar array          | Solar array                    | Solar array          |                      |                      | Zarya                  | Zarya         | Zarya              | Zarya              | Zarya                  | Zarya              |                    |                    | Solar array   | Solar array   | Solar array           | Solar array           | Solar array           | Solar array           |                       |                       |                  |                  |                  |                  |                  |                  |             |             |             |             |             |             |                        |                        |                        |                        |                        |                        |             |             |             |             |            |            |            |            |  |  |  |  |  |  |
|                      |                      |                      |                      |                                       |                                       |                                       |                                       |                                       |                                       |                      |                      |                      |                      | Solar array          | Solar array          | Solar array          | Solar array          | Solar array                    | Solar array          |                      |                      | Zarya                  | Zarya         | Zarya              | Zarya              | Zarya                  | Zarya              |                    |                    | Solar array   | Solar array   | Solar array           | Solar array           | Solar array           | Solar array           |                       |                       |                  |                  |                  |                  |                  |                  |             |             |             |             |             |             |                        |                        |                        |                        |                        |                        |             |             |             |             |            |            |            |            |  |  |  |  |  |  |
|                      |                      |                      |                      |                                       |                                       |                                       |                                       |                                       |                                       |                      |                      |                      |                      |                      |                      |                      |                      |                                |                      |                      |                      |                        |               |                    |                    |                        |                    |                    |                    |               |               |                       |                       |                       |                       |                       |                       |                  |                  |                  |                  |                  |                  |             |             |             |             |             |             |                        |                        |                        |                        |                        |                        |             |             |             |             |            |            |            |            |  |  |  |  |  |  |
|                      |                      |                      |                      |                                       |                                       |                                       |                                       | Russian docking port                  | Russian docking port                  | Russian docking port | Russian docking port | Russian docking port | Russian docking port | Rassvet              | Rassvet              | Rassvet              | Rassvet              | Rassvet                        | Rassvet              |                      |                      |                        |               |                    |                    |                        |                    |                    |                    |               |               |                       |                       |                       |                       |                       |                       |                  |                  |                  |                  |                  |                  |             |             |             |             |             |             |                        |                        |                        |                        |                        |                        |             |             |             |             |            |            |            |            |  |  |  |  |  |  |
|                      |                      |                      |                      |                                       |                                       |                                       |                                       | Russian docking port                  | Russian docking port                  | Russian docking port | Russian docking port | Russian docking port | Russian docking port | Rassvet              | Rassvet              | Rassvet              | Rassvet              | Rassvet                        | Rassvet              |                      |                      |                        |               |                    |                    |                        |                    |                    |                    |               |               |                       |                       |                       |                       |                       |                       |                  |                  |                  |                  |                  |                  |             |             |             |             |             |             |                        |                        |                        |                        |                        |                        |             |             |             |             |            |            |            |            |  |  |  |  |  |  |
|                      |                      |                      |                      |                                       |                                       |                                       |                                       |                                       |                                       |                      |                      |                      |                      |                      |                      |                      |                      |                                |                      |                      |                      |                        |               |                    |                    |                        |                    |                    |                    |               |               |                       |                       |                       |                       |                       |                       |                  |                  |                  |                  |                  |                  |             |             |             |             |             |             |                        |                        |                        |                        |                        |                        |             |             |             |             |            |            |            |            |  |  |  |  |  |  |
|                      |                      | iROSA                | iROSA                | iROSA                                 | iROSA                                 | iROSA                                 | iROSA                                 |                                       |                                       | iROSA                | iROSA                | iROSA                | iROSA                | iROSA                | iROSA                |                      |                      |                                |                      |                      |                      |                        |               |                    |                    |                        |                    |                    |                    |               |               |                       |                       | iROSA                 | iROSA                 | iROSA                 | iROSA                 | iROSA            | iROSA            |                  |                  | iROSA            | iROSA            | iROSA       | iROSA       | iROSA       | iROSA       |             |             |                        |                        |                        |                        |                        |                        |             |             |             |             |            |            |            |            |  |  |  |  |  |  |
|                      |                      | iROSA                | iROSA                | iROSA                                 | iROSA                                 | iROSA                                 | iROSA                                 |                                       |                                       | iROSA                | iROSA                | iROSA                | iROSA                | iROSA                | iROSA                |                      |                      |                                |                      |                      |                      |                        |               |                    |                    |                        |                    |                    |                    |               |               |                       |                       | iROSA                 | iROSA                 | iROSA                 | iROSA                 | iROSA            | iROSA            |                  |                  | iROSA            | iROSA            | iROSA       | iROSA       | iROSA       | iROSA       |             |             |                        |                        |                        |                        |                        |                        |             |             |             |             |            |            |            |            |  |  |  |  |  |  |
|                      |                      |                      |                      |                                       |                                       |                                       |                                       |                                       |                                       |                      |                      |                      |                      |                      |                      |                      |                      |                                |                      |                      |                      |                        |               |                    |                    |                        |                    |                    |                    |               |               |                       |                       |                       |                       |                       |                       |                  |                  |                  |                  |                  |                  |             |             |             |             |             |             |                        |                        |                        |                        |                        |                        |             |             |             |             |            |            |            |            |  |  |  |  |  |  |
|                      |                      | Solar array          | Solar array          | Solar array                           | Solar array                           | Solar array                           | Solar array                           |                                       |                                       | Solar array          | Solar array          | Solar array          | Solar array          | Solar array          | Solar array          |                      |                      | Heat radiator                  | Heat radiator        | Heat radiator        | Heat radiator        | Heat radiator          | Heat radiator |                    |                    | Heat radiator          | Heat radiator      | Heat radiator      | Heat radiator      | Heat radiator | Heat radiator |                       |                       | Solar array           | Solar array           | Solar array           | Solar array           | Solar array      | Solar array      |                  |                  | Solar array      | Solar array      | Solar array | Solar array | Solar array | Solar array |             |             |                        |                        |                        |                        |                        |                        |             |             |             |             |            |            |            |            |  |  |  |  |  |  |
|                      |                      | Solar array          | Solar array          | Solar array                           | Solar array                           | Solar array                           | Solar array                           |                                       |                                       | Solar array          | Solar array          | Solar array          | Solar array          | Solar array          | Solar array          |                      |                      | Heat radiator                  | Heat radiator        | Heat radiator        | Heat radiator        | Heat radiator          | Heat radiator |                    |                    | Heat radiator          | Heat radiator      | Heat radiator      | Heat radiator      | Heat radiator | Heat radiator |                       |                       | Solar array           | Solar array           | Solar array           | Solar array           | Solar array      | Solar array      |                  |                  | Solar array      | Solar array      | Solar array | Solar array | Solar array | Solar array |             |             |                        |                        |                        |                        |                        |                        |             |             |             |             |            |            |            |            |  |  |  |  |  |  |
|                      |                      |                      |                      |                                       |                                       |                                       |                                       |                                       |                                       |                      |                      |                      |                      |                      |                      |                      |                      |                                |                      |                      |                      |                        |               |                    |                    |                        |                    |                    |                    |               |               |                       |                       |                       |                       |                       |                       |                  |                  |                  |                  |                  |                  |             |             |             |             |             |             |                        |                        |                        |                        |                        |                        |             |             |             |             |            |            |            |            |  |  |  |  |  |  |
|                      |                      |                      |                      |                                       |                                       |                                       |                                       |                                       |                                       | ELC 2, AMS           | ELC 2, AMS           | ELC 2, AMS           | ELC 2, AMS           | ELC 2, AMS           | ELC 2, AMS           |                      |                      |                                |                      |                      |                      | Z1 Truss               | Z1 Truss      | Z1 Truss           | Z1 Truss           | Z1 Truss               | Z1 Truss           |                    |                    |               |               |                       |                       | ELC 3                 | ELC 3                 | ELC 3                 | ELC 3                 | ELC 3            | ELC 3            |                  |                  |                  |                  |             |             |             |             |             |             |                        |                        |                        |                        |                        |                        |             |             |             |             |            |            |            |            |  |  |  |  |  |  |
|                      |                      |                      |                      | S5/6 Truss                            | S5/6 Truss                            | S5/6 Truss                            | S5/6 Truss                            | S5/6 Truss                            | S5/6 Truss                            | ELC 2, AMS           | ELC 2, AMS           | ELC 2, AMS           | ELC 2, AMS           | ELC 2, AMS           | ELC 2, AMS           | S3/S4 Truss          | S3/S4 Truss          | S3/S4 Truss                    | S3/S4 Truss          | S3/S4 Truss          | S3/S4 Truss          | Z1 Truss               | Z1 Truss      | Z1 Truss           | Z1 Truss           | Z1 Truss               | Z1 Truss           | S1 Truss           | S1 Truss           | S1 Truss      | S1 Truss      | S1 Truss              | S1 Truss              | ELC 3                 | ELC 3                 | ELC 3                 | ELC 3                 | ELC 3            | ELC 3            | S0 Truss         | S0 Truss         | S0 Truss         | S0 Truss         | S0 Truss    | S0 Truss    | P1 Truss    | P1 Truss    | P1 Truss    | P1 Truss    | P1 Truss               | P1 Truss               | P3/P4 Truss            | P3/P4 Truss            | P3/P4 Truss            | P3/P4 Truss            | P3/P4 Truss | P3/P4 Truss | P5/6 Truss  | P5/6 Truss  | P5/6 Truss | P5/6 Truss | P5/6 Truss | P5/6 Truss |  |  |  |  |  |  |
|                      |                      |                      |                      |                                       | S5/6 Truss                            | S5/6 Truss                            | S5/6 Truss                            | S5/6 Truss                            | S5/6 Truss                            |                      |                      |                      |                      |                      |                      | S3/S4 Truss          | S3/S4 Truss          | S3/S4 Truss                    | S3/S4 Truss          | S3/S4 Truss          | S3/S4 Truss          |                        |               |                    |                    |                        |                    | S1 Truss           | S1 Truss           | S1 Truss      | S1 Truss      | S1 Truss              | S1 Truss              |                       |                       |                       |                       |                  |                  | S0 Truss         | S0 Truss         | S0 Truss         | S0 Truss         | S0 Truss    | S0 Truss    | P1 Truss    | P1 Truss    | P1 Truss    | P1 Truss    | P1 Truss               | P1 Truss               | P3/P4 Truss            | P3/P4 Truss            | P3/P4 Truss            | P3/P4 Truss            | P3/P4 Truss | P3/P4 Truss | P5/6 Truss  | P5/6 Truss  | P5/6 Truss | P5/6 Truss | P5/6 Truss | P5/6 Truss |  |  |  |  |  |  |
|                      |                      |                      |                      |                                       |                                       |                                       |                                       |                                       |                                       | ELC 4, ESP 3         | ELC 4, ESP 3         | ELC 4, ESP 3         | ELC 4, ESP 3         | ELC 4, ESP 3         | ELC 4, ESP 3         |                      |                      |                                |                      |                      |                      |                        |               |                    |                    |                        |                    |                    |                    |               |               |                       |                       | ELC 1                 | ELC 1                 | ELC 1                 | ELC 1                 | ELC 1            | ELC 1            |                  |                  |                  |                  |             |             |             |             |             |             |                        |                        |                        |                        |                        |                        |             |             |             |             |            |            |            |            |  |  |  |  |  |  |
|                      |                      |                      |                      |                                       |                                       |                                       |                                       |                                       |                                       | ELC 4, ESP 3         | ELC 4, ESP 3         | ELC 4, ESP 3         | ELC 4, ESP 3         | ELC 4, ESP 3         | ELC 4, ESP 3         |                      |                      |                                |                      |                      |                      |                        |               | Dextre robotic arm | Dextre robotic arm | Dextre robotic arm     | Dextre robotic arm | Dextre robotic arm | Dextre robotic arm |               |               | Canadarm2 robotic arm | Canadarm2 robotic arm | Canadarm2 robotic arm | Canadarm2 robotic arm | Canadarm2 robotic arm | Canadarm2 robotic arm | ELC 1            | ELC 1            |                  |                  |                  |                  |             |             |             |             |             |             |                        |                        |                        |                        |                        |                        |             |             |             |             |            |            |            |            |  |  |  |  |  |  |
|                      |                      | Solar array          | Solar array          | Solar array                           | Solar array                           | Solar array                           | Solar array                           |                                       |                                       | Solar array          | Solar array          | Solar array          | Solar array          | Solar array          | Solar array          |                      |                      |                                |                      |                      |                      |                        |               | Dextre robotic arm | Dextre robotic arm | Dextre robotic arm     | Dextre robotic arm | Dextre robotic arm | Dextre robotic arm |               |               | Canadarm2 robotic arm | Canadarm2 robotic arm | Canadarm2 robotic arm | Canadarm2 robotic arm | Canadarm2 robotic arm | Canadarm2 robotic arm |                  |                  |                  |                  |                  |                  |             |             | Solar array | Solar array | Solar array | Solar array | Solar array            | Solar array            |                        |                        | Solar array            | Solar array            | Solar array | Solar array | Solar array | Solar array |            |            |            |            |  |  |  |  |  |  |
|                      |                      | Solar array          | Solar array          | Solar array                           | Solar array                           | Solar array                           | Solar array                           |                                       |                                       | Solar array          | Solar array          | Solar array          | Solar array          | Solar array          | Solar array          |                      |                      |                                |                      |                      |                      |                        |               |                    |                    |                        |                    |                    |                    |               |               |                       |                       |                       |                       |                       |                       |                  |                  |                  |                  |                  |                  |             |             | Solar array | Solar array | Solar array | Solar array | Solar array            | Solar array            |                        |                        | Solar array            | Solar array            | Solar array | Solar array | Solar array | Solar array |            |            |            |            |  |  |  |  |  |  |
|                      |                      |                      |                      |                                       |                                       |                                       |                                       |                                       |                                       |                      |                      |                      |                      |                      |                      |                      |                      |                                |                      |                      |                      |                        |               |                    |                    |                        |                    |                    |                    |               |               |                       |                       |                       |                       |                       |                       |                  |                  |                  |                  |                  |                  |             |             |             |             |             |             |                        |                        |                        |                        |                        |                        |             |             |             |             |            |            |            |            |  |  |  |  |  |  |
|                      |                      | iROSA                | iROSA                | iROSA                                 | iROSA                                 | iROSA                                 | iROSA                                 |                                       |                                       | iROSA                | iROSA                | iROSA                | iROSA                | iROSA                | iROSA                |                      |                      |                                |                      |                      |                      |                        |               |                    |                    |                        |                    |                    |                    |               |               |                       |                       | iROSA                 | iROSA                 | iROSA                 | iROSA                 | iROSA            | iROSA            |                  |                  | iROSA            | iROSA            | iROSA       | iROSA       | iROSA       | iROSA       |             |             |                        |                        |                        |                        |                        |                        |             |             |             |             |            |            |            |            |  |  |  |  |  |  |
|                      |                      | iROSA                | iROSA                | iROSA                                 | iROSA                                 | iROSA                                 | iROSA                                 |                                       |                                       | iROSA                | iROSA                | iROSA                | iROSA                | iROSA                | iROSA                |                      |                      |                                |                      |                      |                      |                        |               |                    |                    |                        |                    |                    |                    |               |               |                       |                       | iROSA                 | iROSA                 | iROSA                 | iROSA                 | iROSA            | iROSA            |                  |                  | iROSA            | iROSA            | iROSA       | iROSA       | iROSA       | iROSA       |             |             |                        |                        |                        |                        |                        |                        |             |             |             |             |            |            |            |            |  |  |  |  |  |  |
|                      |                      |                      |                      |                                       |                                       |                                       |                                       |                                       |                                       |                      |                      |                      |                      |                      |                      |                      |                      |                                |                      |                      |                      |                        |               |                    |                    |                        |                    |                    |                    |               |               |                       |                       |                       |                       |                       |                       |                  |                  |                  |                  |                  |                  |             |             |             |             |             |             |                        |                        |                        |                        |                        |                        |             |             |             |             |            |            |            |            |  |  |  |  |  |  |
|                      |                      |                      |                      |                                       |                                       |                                       |                                       |                                       |                                       |                      |                      |                      |                      |                      |                      |                      |                      |                                |                      |                      |                      | PMA 1                  | PMA 1         | PMA 1              | PMA 1              | PMA 1                  | PMA 1              |                    |                    | BEAM          | BEAM          | BEAM                  | BEAM                  | BEAM                  | BEAM                  |                       |                       |                  |                  |                  |                  |                  |                  |             |             |             |             |             |             |                        |                        |                        |                        |                        |                        |             |             |             |             |            |            |            |            |  |  |  |  |  |  |
|                      |                      |                      |                      |                                       |                                       |                                       |                                       |                                       |                                       |                      |                      |                      |                      |                      |                      |                      |                      |                                |                      |                      |                      | PMA 1                  | PMA 1         | PMA 1              | PMA 1              | PMA 1                  | PMA 1              |                    |                    | BEAM          | BEAM          | BEAM                  | BEAM                  | BEAM                  | BEAM                  |                       |                       |                  |                  |                  |                  |                  |                  |             |             |             |             |             |             |                        |                        |                        |                        |                        |                        |             |             |             |             |            |            |            |            |  |  |  |  |  |  |
|                      |                      |                      |                      |                                       |                                       |                                       |                                       | ESP-2                                 | ESP-2                                 | ESP-2                | ESP-2                | ESP-2                | ESP-2                | Quest airlock        | Quest airlock        | Quest airlock        | Quest airlock        | Quest airlock                  | Quest airlock        |                      |                      | Unity                  | Unity         | Unity              | Unity              | Unity                  | Unity              |                    |                    | Tranquility   | Tranquility   | Tranquility           | Tranquility           | Tranquility           | Tranquility           |                       |                       | Bishop airlock   | Bishop airlock   | Bishop airlock   | Bishop airlock   | Bishop airlock   | Bishop airlock   |             |             |             |             |             |             |                        |                        |                        |                        |                        |                        |             |             |             |             |            |            |            |            |  |  |  |  |  |  |
|                      |                      |                      |                      |                                       |                                       |                                       |                                       | ESP-2                                 | ESP-2                                 | ESP-2                | ESP-2                | ESP-2                | ESP-2                | Quest airlock        | Quest airlock        | Quest airlock        | Quest airlock        | Quest airlock                  | Quest airlock        |                      |                      | Unity                  | Unity         | Unity              | Unity              | Unity                  | Unity              |                    |                    | Tranquility   | Tranquility   | Tranquility           | Tranquility           | Tranquility           | Tranquility           |                       |                       | Bishop airlock   | Bishop airlock   | Bishop airlock   | Bishop airlock   | Bishop airlock   | Bishop airlock   |             |             |             |             |             |             |                        |                        |                        |                        |                        |                        |             |             |             |             |            |            |            |            |  |  |  |  |  |  |
|                      |                      |                      |                      |                                       |                                       |                                       |                                       |                                       |                                       |                      |                      |                      |                      |                      |                      |                      |                      |                                |                      |                      |                      |                        |               |                    |                    |                        |                    |                    |                    | Cupola        |               |                       |                       |                       |                       |                       |                       |                  |                  |                  |                  |                  |                  |             |             |             |             |             |             |                        |                        |                        |                        |                        |                        |             |             |             |             |            |            |            |            |  |  |  |  |  |  |
|                      |                      |                      |                      |                                       |                                       |                                       |                                       |                                       |                                       |                      |                      |                      |                      |                      |                      |                      |                      | Cargo spacecraft berthing port |                      |                      |                      |                        |               |                    |                    |                        |                    |                    |                    |               |               |                       |                       |                       |                       |                       |                       |                  |                  |                  |                  |                  |                  |             |             |             |             |             |             |                        |                        |                        |                        |                        |                        |             |             |             |             |            |            |            |            |  |  |  |  |  |  |
|                      |                      |                      |                      |                                       |                                       |                                       |                                       |                                       |                                       |                      |                      |                      |                      |                      |                      |                      |                      |                                |                      |                      |                      |                        |               |                    |                    |                        |                    |                    |                    | Leonardo      |               |                       |                       |                       |                       |                       |                       |                  |                  |                  |                  |                  |                  |             |             |             |             |             |             |                        |                        |                        |                        |                        |                        |             |             |             |             |            |            |            |            |  |  |  |  |  |  |
|                      |                      |                      |                      |                                       |                                       |                                       |                                       |                                       |                                       |                      |                      |                      |                      |                      |                      | ESP-1                | ESP-1                | ESP-1                          | ESP-1                | ESP-1                | ESP-1                | Destiny                | Destiny       | Destiny            | Destiny            | Destiny                | Destiny            |                    |                    |               |               |                       |                       |                       |                       |                       |                       |                  |                  |                  |                  |                  |                  |             |             |             |             |             |             |                        |                        |                        |                        |                        |                        |             |             |             |             |            |            |            |            |  |  |  |  |  |  |
|                      |                      |                      |                      |                                       |                                       |                                       |                                       |                                       |                                       |                      |                      |                      |                      |                      |                      | ESP-1                | ESP-1                | ESP-1                          | ESP-1                | ESP-1                | ESP-1                | Destiny                | Destiny       | Destiny            | Destiny            | Destiny                | Destiny            |                    |                    |               |               |                       |                       |                       |                       |                       |                       |                  |                  |                  |                  |                  |                  |             |             |             |             |             |             |                        |                        |                        |                        |                        |                        |             |             |             |             |            |            |            |            |  |  |  |  |  |  |
|                      |                      |                      |                      |                                       |                                       |                                       |                                       |                                       |                                       |                      |                      |                      |                      |                      |                      |                      |                      |                                |                      |                      |                      |                        |               |                    |                    | PMA / IDA docking port |                    |                    |                    |               |               |                       |                       |                       |                       |                       |                       |                  |                  |                  |                  |                  |                  |             |             |             |             |             |             |                        |                        |                        |                        |                        |                        |             |             |             |             |            |            |            |            |  |  |  |  |  |  |
|                      |                      |                      |                      |                                       |                                       |                                       |                                       |                                       |                                       |                      |                      |                      |                      |                      |                      |                      |                      |                                |                      |                      |                      |                        |               |                    |                    |                        |                    |                    |                    |               |               | Kibō cargo bay        | Kibō cargo bay        | Kibō cargo bay        | Kibō cargo bay        | Kibō cargo bay        | Kibō cargo bay        | Kibō robotic arm | Kibō robotic arm | Kibō robotic arm | Kibō robotic arm | Kibō robotic arm | Kibō robotic arm |             |             |             |             |             |             |                        |                        |                        |                        |                        |                        |             |             |             |             |            |            |            |            |  |  |  |  |  |  |
|                      |                      |                      |                      |                                       |                                       |                                       |                                       | External payloads                     | External payloads                     | External payloads    | External payloads    | External payloads    | External payloads    | Columbus             | Columbus             | Columbus             | Columbus             | Columbus                       | Columbus             |                      |                      | Harmony                | Harmony       | Harmony            | Harmony            | Harmony                | Harmony            |                    |                    |               |               | Kibō cargo bay        | Kibō cargo bay        | Kibō cargo bay        | Kibō cargo bay        | Kibō cargo bay        | Kibō cargo bay        | Kibō robotic arm | Kibō robotic arm | Kibō robotic arm | Kibō robotic arm | Kibō robotic arm | Kibō robotic arm | Kibō        | Kibō        | Kibō        | Kibō        | Kibō        | Kibō        | Kibō external platform | Kibō external platform | Kibō external platform | Kibō external platform | Kibō external platform | Kibō external platform |             |             |             |             |            |            |            |            |  |  |  |  |  |  |
|                      |                      |                      |                      |                                       |                                       |                                       |                                       | External payloads                     | External payloads                     | External payloads    | External payloads    | External payloads    | External payloads    | Columbus             | Columbus             | Columbus             | Columbus             | Columbus                       | Columbus             |                      |                      | Harmony                | Harmony       | Harmony            | Harmony            | Harmony                | Harmony            |                    |                    |               |               |                       |                       |                       |                       |                       |                       |                  |                  |                  |                  |                  |                  | Kibō        | Kibō        | Kibō        | Kibō        | Kibō        | Kibō        | Kibō external platform | Kibō external platform | Kibō external platform | Kibō external platform | Kibō external platform | Kibō external platform |             |             |             |             |            |            |            |            |  |  |  |  |  |  |
|                      |                      |                      |                      |                                       |                                       |                                       |                                       |                                       |                                       |                      |                      |                      |                      |                      |                      |                      |                      |                                |                      |                      |                      |                        |               |                    |                    |                        |                    |                    |                    |               |               |                       |                       |                       |                       |                       |                       |                  |                  |                  |                  |                  |                  |             |             |             |             |             |             |                        |                        |                        |                        |                        |                        |             |             |             |             |            |            |            |            |  |  |  |  |  |  |
|                      |                      |                      |                      |                                       |                                       |                                       |                                       |                                       |                                       |                      |                      |                      |                      |                      |                      |                      |                      | Cargo spacecraft berthing port |                      |                      |                      |                        |               |                    |                    |                        |                    |                    |                    |               |               |                       |                       |                       |                       |                       |                       |                  |                  |                  |                  |                  |                  |             |             |             |             |             |             |                        |                        |                        |                        |                        |                        |             |             |             |             |            |            |            |            |  |  |  |  |  |  |
|                      |                      |                      |                      |                                       |                                       |                                       |                                       |                                       |                                       |                      |                      |                      |                      |                      |                      |                      |                      |                                |                      |                      |                      |                        |               |                    |                    |                        |                    |                    |                    |               |               |                       |                       |                       |                       |                       |                       |                  |                  |                  |                  |                  |                  |             |             |             |             |             |             |                        |                        |                        |                        |                        |                        |             |             |             |             |            |            |            |            |  |  |  |  |  |  |
|                      |                      |                      |                      |                                       |                                       |                                       |                                       |                                       |                                       |                      |                      |                      |                      |                      |                      |                      |                      |                                |                      |                      |                      | PMA / IDA docking port |               |                    |                    |                        |                    |                    |                    |               |               |                       |                       |                       |                       |                       |                       |                  |                  |                  |                  |                  |                  |             |             |             |             |             |             |                        |                        |                        |                        |                        |                        |             |             |             |             |            |            |            |            |  |  |  |  |  |  |

ISSの構成は、アメリカ側与圧モジュール、ロシア側与圧モジュール、トラスによる3つの部分に区分することができる。ISSの中央部には、進行方向に与圧モジュールが直列に連結しており、さらに枝状にもモジュールが取り付けられている。これと直交して、左右方向にトラス構造物が取り付けられている。与圧モジュールとトラスの交点は、それぞれデスティニーとS0トラスで、ここ以外に与圧モジュールとトラスの結合部はない。

### 与圧モジュール
滞在する宇宙飛行士の居住と作業の空間で、内部は地球の海抜0メートル上と同じ1,013hPaの空気で満たされるように制御されている。温度、湿度、成分が調節され、乗員は地上と変わらない軽装で活動することができる。生活に必要な生命維持システムや居住のための装置、ISSの目的である様々な実験装置のほか、ISSの運用に必要なシステム機器なども設置されており、多くの機器はモジュール内でメンテナンスや交換が可能である。
基本的な機能を有するモジュールは、列車のように1列に連結されている。先頭からハーモニー、デスティニー、ユニティ、ザーリャ、ズヴェズダ、ナウカの順である。これらのモジュールのうち、ズヴェズダ以外はアメリカの資金で製造され、アメリカが所有権を有しているが、ザーリャはロシアに開発、製造、運用を委託している。ズヴェズダはロシアのモジュールである。一般に、ユニティより前側を「アメリカ側」、ザーリャより後側を「ロシア側」と呼ぶ。
アメリカ側モジュールとロシア側モジュールは、設計が全く異なっている。ユニティとザーリャは直接結合することができないため、与圧結合アダプタ (PMA-1) を介して接続されている。電力や通信も、PMA-1を通じて接続されている。

#### アメリカ側モジュール

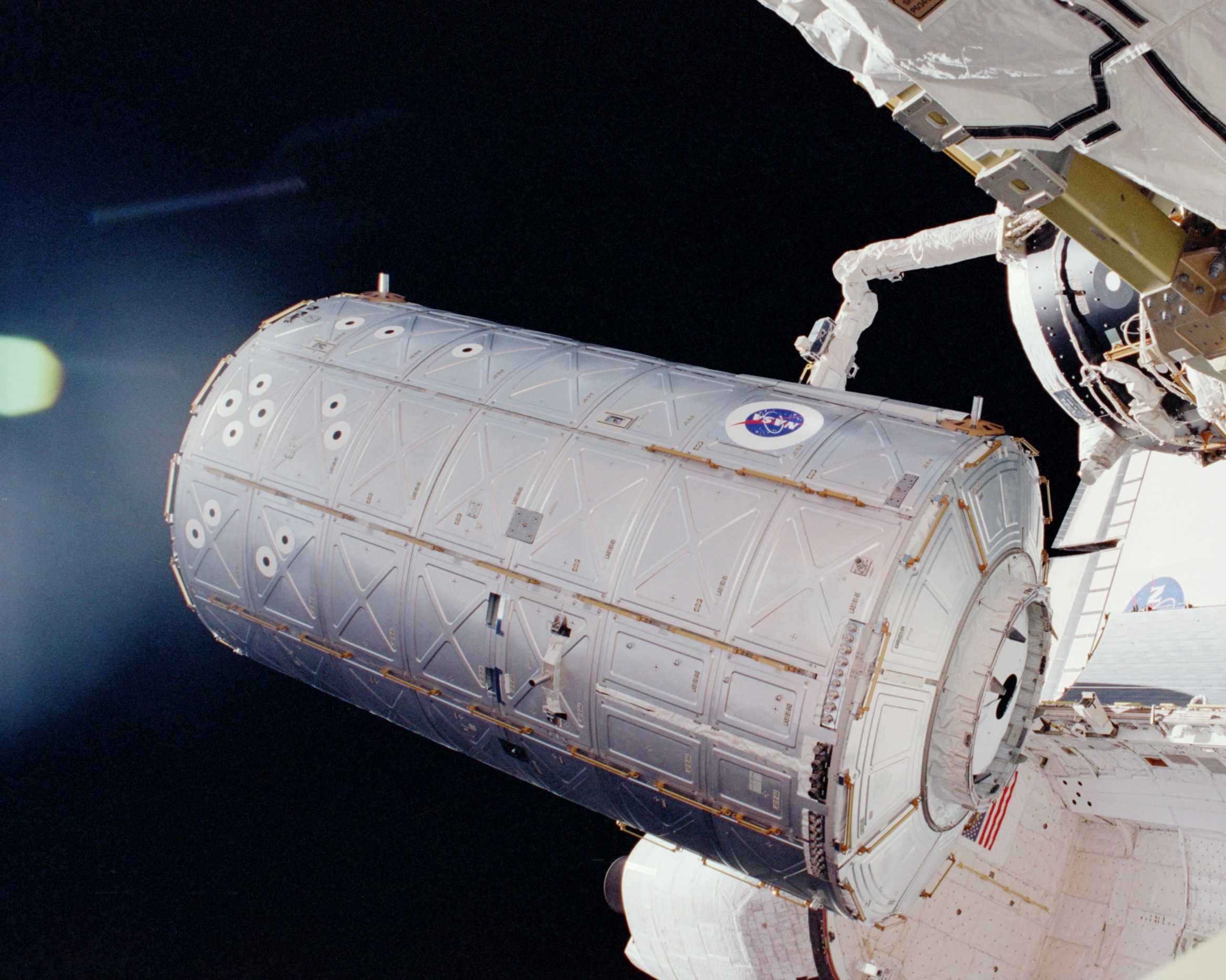
代表的なアメリカ側モジュール、デスティニー。

ユニティより前方のモジュールは、フリーダム計画から流用されたもので、NASAの標準設計や安全基準を適用しているため、一般に「アメリカ側」と呼ばれる。日欧の実験モジュールも、アメリカ側に含まれる。これらのモジュールはいずれも直径4.4メートルの円筒形だが、これはスペースシャトルのペイロードベイの寸法に合わせたためである。内部は、国際標準実験ラック (ISPR) を4面に取り付ける設計で標準化されており、日米欧のモジュール間でラックを移設できる互換性を備えている。
モジュール同士の結合には共通結合機構 (CBM) を用いているため、モジュールを任意に移設することができる。また、HTVやドラゴン宇宙船もCBMを使用して結合する。CBMは大型で高機能の結合機構だが、自動ドッキングには対応しておらず、ロボットアームを使用して接触させたあと、電動の結合装置で結合する構造である。
なお、アメリカ側でもスペースシャトルのドッキングだけは、ロシアが開発したアンドロジナスドッキング機構を使用しているため、ユニティ（ノード3「トランクウィリテイー」設置後はトランクウィリテイーに移設された。2015年にはハーモニーに移設予定）とハーモニーにスペースシャトル用のPMAが設置されており、最終的にはハーモニーのPMA-2のみを使用していた。このPMA-2にはISSからスペースシャトルに電力を供給する配線が施されており、ISS係留中のスペースシャトルの電力を節約することができた。
アメリカ側モジュールは発電機構や推進装置をそれぞれに設置されておらず、ロシア側のモジュールのようには単体では機能できない。スペースシャトルで輸送されてISSのシステムに組み入れられて初めて、稼働することができる。

#### ロシア側モジュール

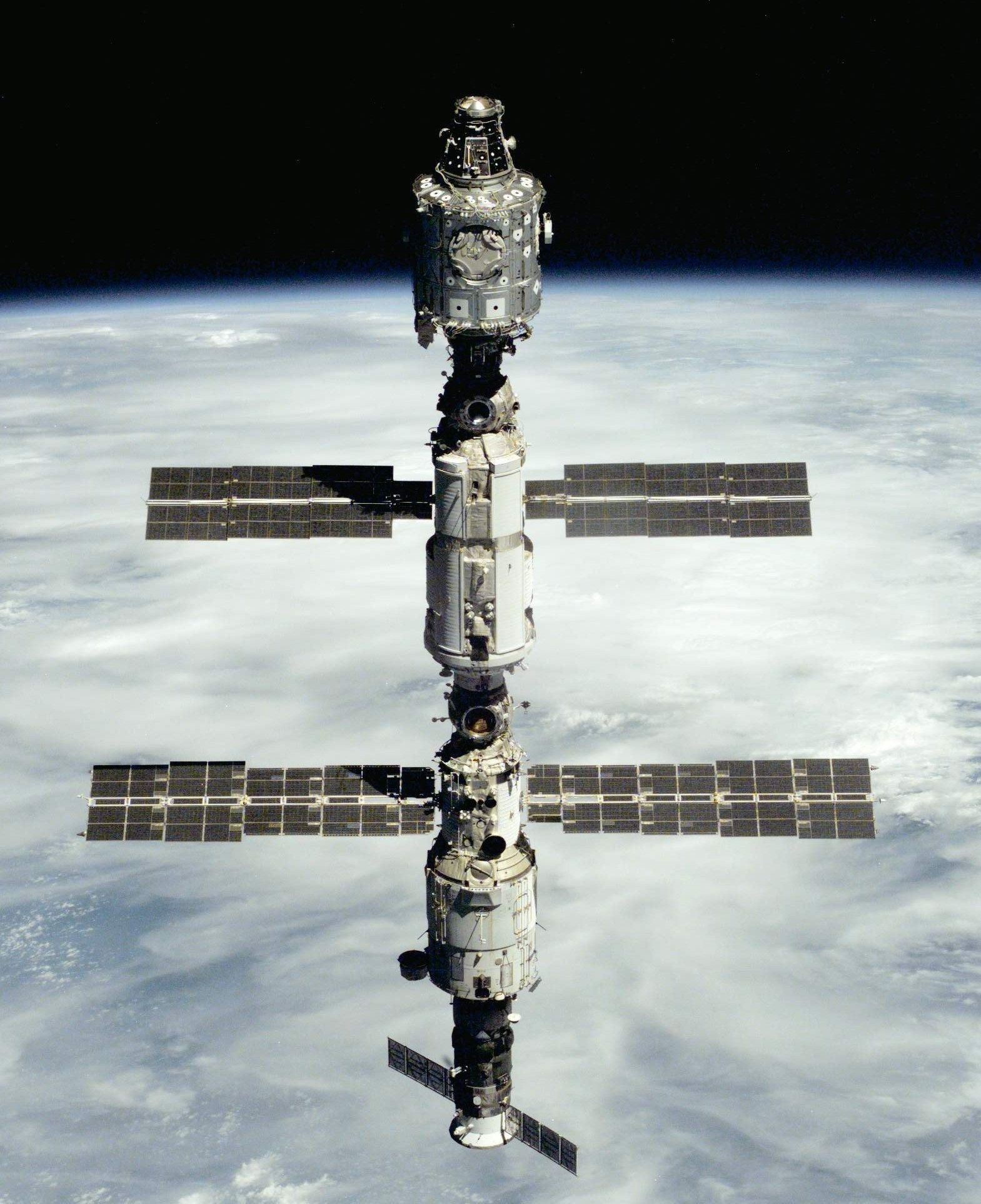
ロシア側を主体とした、組立初期のISS。

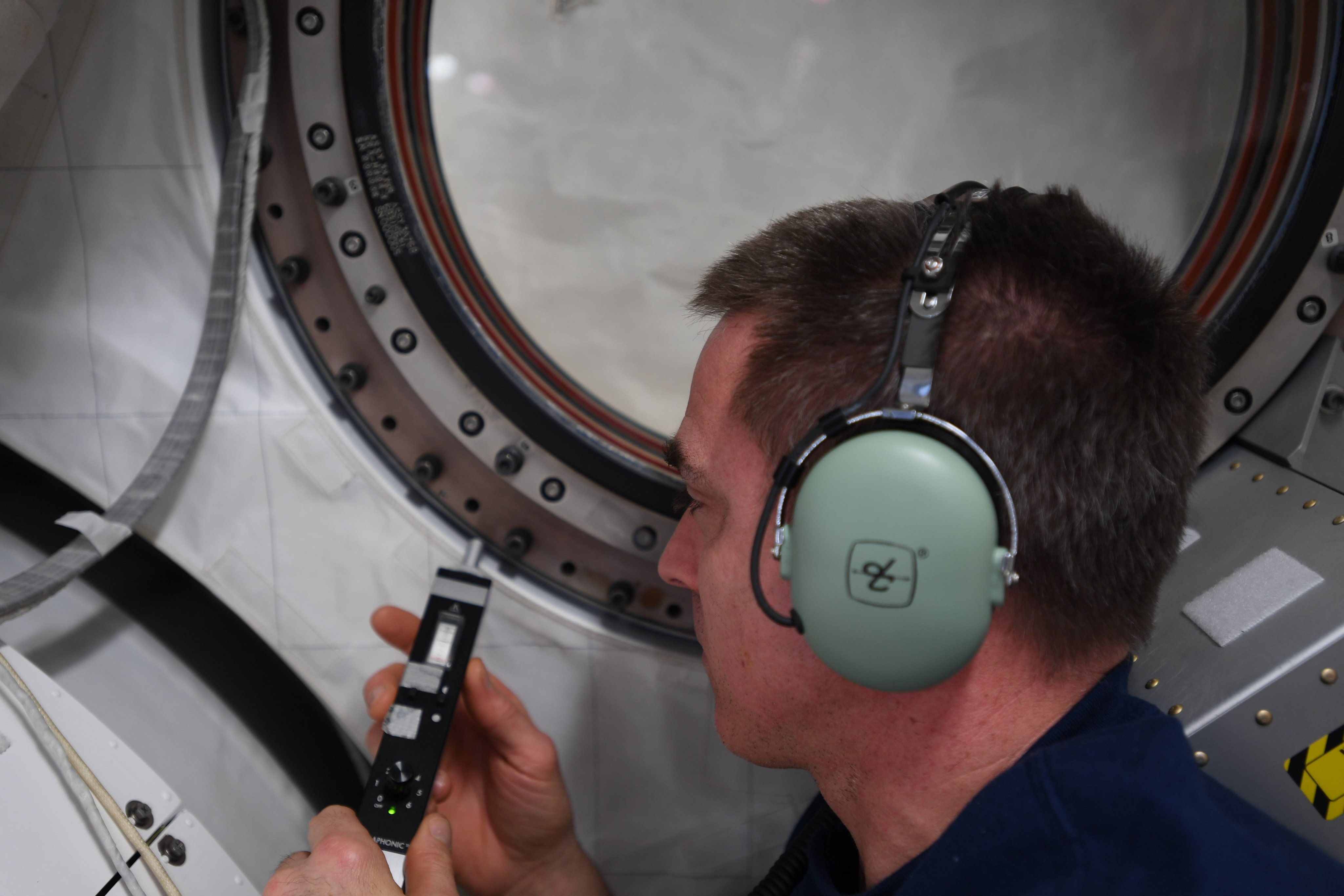
気圧の変化から空気漏れが指摘され、超音波空気漏れ検知機を使用している宇宙飛行士クリストファー・キャシディ

ザーリャより後方のモジュールは、ミール2計画から流用されたもので、ロシアの標準設計や安全基準を適用しているため、一般に「ロシア側」と呼ばれる。アメリカが所有するザーリャ、ロシアが独自資金で設置するズヴェズダが該当する。ロシアセグメントの開発にはESAも協力しており、ズヴェズダのコンピュータや、欧州ロボットアーム (ERA) を開発している。日本はロシア側モジュールも実験に利用しているが、基本的にはアメリカ側に含まれるきぼうを使用する。
ロシア側の特徴は、主要なモジュールが単独で宇宙船としての機能を備えていることである。それぞれのモジュールにエンジンや自動操縦装置、通信システム、太陽電池パネルを備えており、単独で飛行して、自力でドッキングすることができる。これは、ロシアの宇宙ステーションの伝統的な手法である。このため、相当の規模まで組み立てなければ「自立」できないアメリカ側に先立って、まずロシア側を打ち上げて単独の宇宙ステーション（事実上はミール2そのもの）を稼働させ、そこにアメリカ側を増設する手法をとることで、ISS初期の費用削減に貢献した。
ザーリャとズヴェズダは段階的にアメリカ側モジュールに機能を譲り、ザーリャは後年には通路兼、荷物置き場になった。対してズヴェズダは、ISSの軌道高度や姿勢を維持する役割を担っているほか、米国と分担して環境制御の役割も担っている。また宇宙旅行者もズヴェズダに滞在する。
ロシア側モジュールのドッキングには、アンドロジナスと呼ばれるドッキング装置を使用する。アンドロジナスはCBMより小型だが、鉄道車両のように「衝突」させるだけでドッキング可能であり、自動ドッキングするロシア側モジュールには欠かせない装置である。また、緊急時の退避に使用されるソユーズ宇宙船や、ロシアのプログレス補給船、ESAのATVも、アンドロジナスを使用してロシア側にドッキングする。
ロシア側にも、単独の太陽電池パネル（科学電力プラットフォーム）を増設する計画があったが、費用削減のため中止になった。不足する電力は、アメリカ側の太陽電池から供給されている。
2021年7月、ピアースを分離し、ナウカがドッキングした。これまでピアースはドッキングモジュール、あるいは船外活動のためのエアロックとしての用途であったが、ナウカへの入れ替えによってもともとのドッキングモジュールとしての機能に加えて実験棟、作業場、生命維持装置、推進器としての機能を持った。また、ピアースと異なりナウカは与圧モジュールとして扱われる。
ズヴェズダは2019年ごろから老朽化による空気漏れなど不具合が指摘されている。

### トラス

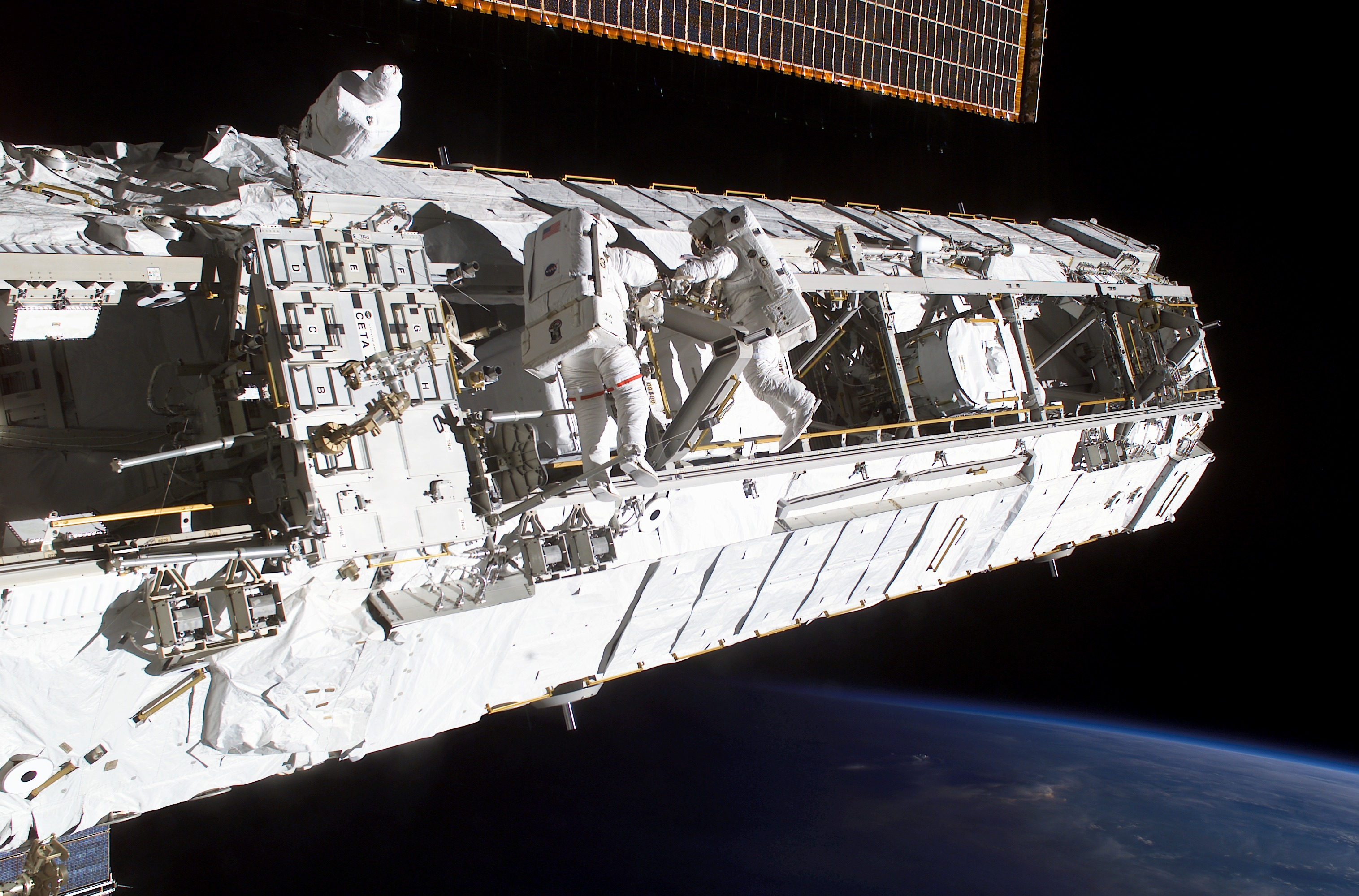
トラスと船外活動中の宇宙飛行士。

フリーダム計画では船外作業の基盤として大規模なものが計画されていたが、縮小を重ねた結果、ISSのインフラ機能を担う船外機器の設置場所として使用されている。主要な機能は、太陽電池パドルをはじめとする電源機器、ラジエーターなど廃熱システム、姿勢制御のためのコントロールモーメントジャイロ、アンテナなどの通信機器の設置場所である。フリーダム計画では軌道維持のためのエンジンも設置する予定だったが、この機能はロシア側に移されたため、エンジンを備える予定だったトラスは欠番になった。
トラスはISSのなかでも大きな寸法を占めるため、初期には折り畳んだ状態で打ち上げて、軌道上で展開することが検討されていた。しかし、展開したトラスに各種機器を取り付ける手間を考えれば、地上で機器や配管、配線を完成させた状態のトラスを打ち上げた方が効率がよいことがわかり、そのような設計に落ち着いた。
長大なトラス上での作業におけるカナダアーム2の移動、船外作業員や物資の運搬にはモバイルベースシステム (MBS) と呼ばれる運搬ベースが使用され、トラスに沿ってガイドレールが設置されている。
トラス上には、船外機器の予備品や、故障して取り外された機器の保管スペースもあり、これを船外実験に利用することもできる。しかし、排熱用の冷媒を供給することはできないため、小型の実験にしか使われない（例外的にAMS-02は大型であるが、独自の熱制御系を有している）。本格的な船外実験装置や宇宙観測装置を設置できるのは、日本のきぼう船外実験プラットフォームだけである。また、ヨーロッパのコロンバスにも、小型の実験装置を設置する機能が設置されているが、きぼうよりは簡易である。

## 主要なシステム

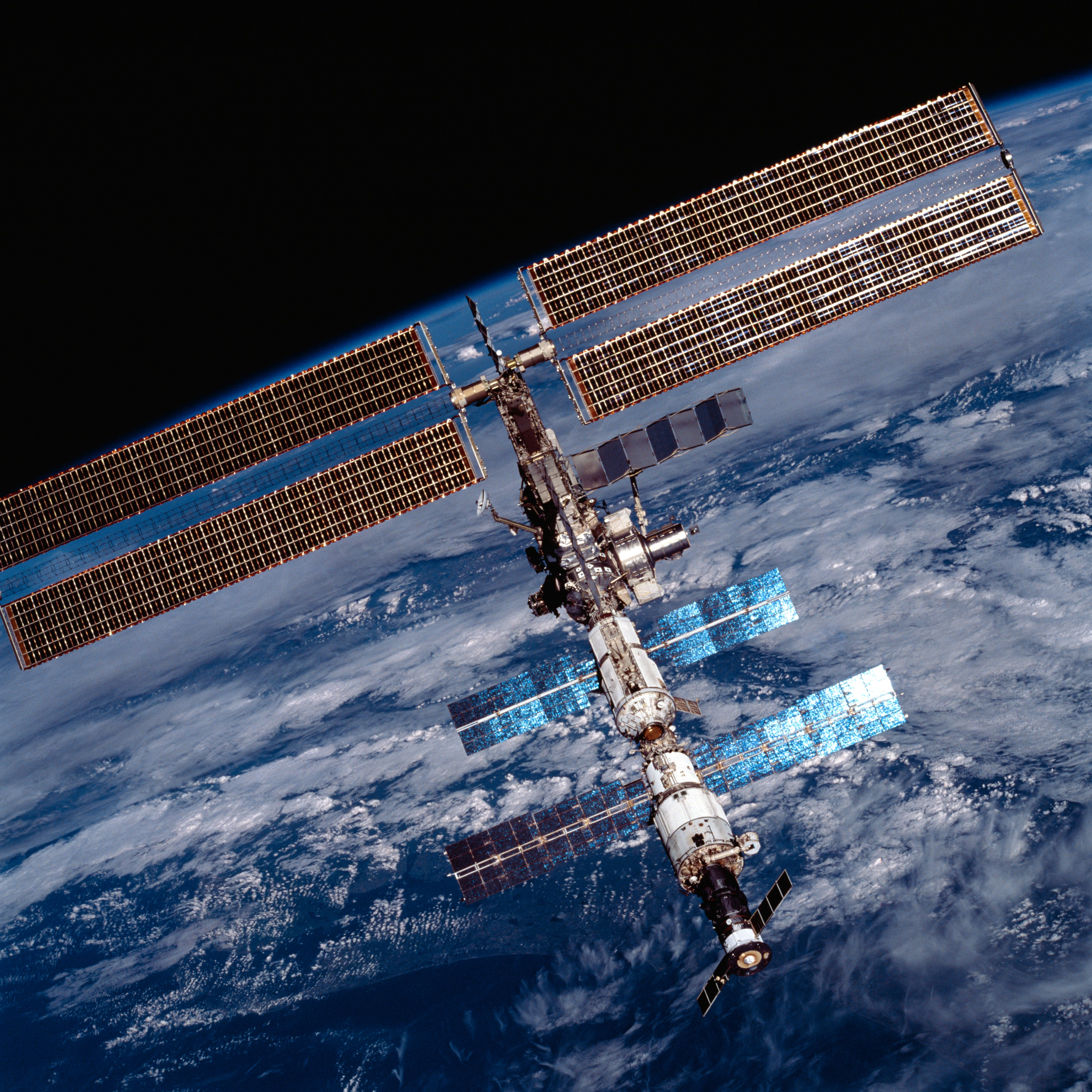
2001年、夜間グライダーモードで飛行するISS

### 電力供給
ISSの電力源は、太陽光を電気に変換する太陽電池である。組立フライト4A（2000年11月30日のSTS-97）以前は、ザーリャとズヴェズダに装備されたロシアの太陽電池が唯一の電源だった。ISSのロシアの部分は、スペースシャトルと同じ28ボルトの直流電力を使用する。ISSの他の部分には、トラスに設置された太陽電池から、130 - 180ボルトの直流電力が供給される。電力は直流160ボルトに安定化されて分配され、さらにユーザーが必要とする124ボルトの直流に変換される。電力はコンバータによってISSの米露のセグメントに分配される。ロシアの科学電力プラットフォームがキャンセルされ、ロシア区画もアメリカが設置した太陽電池の電力供給に依存することになったため、この電力分配機構は重要である。
ISSのアメリカ区画では、高圧（130-160ボルト）配電を行うことで電流を小さくし、電線をより細くすることができて、軽量化できた。
太陽電池パドルは、太陽エネルギーを最大にするために、常に太陽を追尾する。パドルは、面積375平方メートル、長さ58メートル。完全に完成した構成では、太陽電池パドルはS3とP3トラスに装備されたアルファジンバル (SARJ) を軌道1周回にあわせて1回転させることによって太陽を追跡する。ベータジンバル (BGA) は軌道面と太陽の角度に合わせて角度を調整するもので、このアルファ軸とベータ軸の2軸の動きを組み合わせることで発生電力を最適化している（発生電力が多すぎる場合も角度を調節することで対処）。米国セグメントの太陽電池による最大発電電力は約120kW。
しかし、主要なトラス構造が打ち上げられるまで、パドルは最終的な設置場所とは垂直な位置であったP6トラスのみに設置されていた。この構成では、右上の写真で示すように、太陽追尾にはベータジンバルしか使えなかった。夜間グライダーモードと呼ばれる方法は、夜間は使い道のない太陽電池パドルを進行方向に水平に向けて調整することで、空気抵抗を減らすことができ、高度の低下を抑える事が出来た。
太陽電池が発電した電力は一旦トラス内の充電池に蓄えられてから給電される。当初はニッケル・水素充電池48基が使用されていたが老朽化が目立ってきたため、2016年より随時GSユアサ製のリチウムイオン二次電池24基に交換される。交換用の充電池は全て日本の宇宙ステーション補給機 (HTV) にて1回に6基ずつ輸送、2020年7月に交換を完了した。

### 生命維持

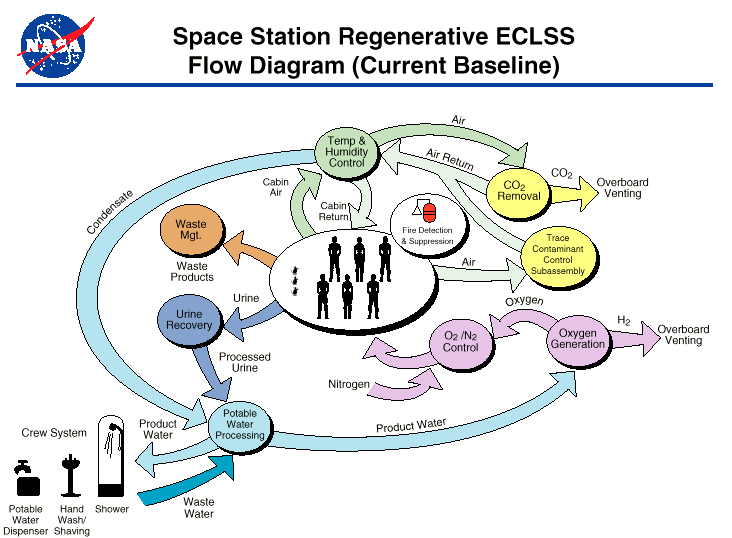
環境制御・生命維持システム (ECLSS)

ISSの環境制御・生命維持システム (ECLSS) は、気圧、酸素・二酸化炭素の濃度、水、火災消火、その他の要素を提供もしくは制御する。
生命維持に関して常に注意が払われるのはISS内の空気である。酸素の供給は、ロシアのエレクトロンと米国のOGS (Oxygen Generation System) で行われている。水を電気分解して酸素を作るエレクトロンやOGSが故障したり、交代時に宇宙飛行士が増えたりすると、「Vika酸素発生器（キャンドル）」と呼ばれる円筒形のSFOG（Solid Fuel Oxygen Generator、固体燃料酸素発生装置）を使用する。これらの装置の他にもロシアのプログレスやESAのATVによって酸素や空気が運ばれる。2015年初めでATVは退役するため、2014年10月（このシグナス補給船3号機は打ち上げに失敗したため、次のドラゴン5号機から運搬開始）からは商業補給船でも運搬できるNORS (Nitrogen/Oxygen Recharge System) が利用されるようになった。二酸化炭素の除去は、一度ゼオライトに吸着させてから船外に放出することで再生を繰り返すロシアの「ヴォズドーク」(Vozdoch) と呼ばれる装置と米国の「シードラ」(CDRA) によって行われる。また、一時的に宇宙飛行士が増えた場合や装置の故障時には、水酸化リチウムの入った缶に基地内の空気を通して二酸化炭素を除去する、スペースシャトルと同じしくみの予備の装置も使うことができる。
次に重要なのは乗員が体内から排出したり洗浄などで使用した水や装置由来の水など、水の収集と再生処理である。水はこれまでロシアの「エスエルベーカー」(SRVK) と呼ばれる装置で基地の空気中の湿気を凝結させて回収されていて、スペースシャトルの燃料電池が生む水、最大11キログラム/時間を加えても飲料用や酸素発生装置用で不足する分は、従来年間約6800キログラムが地上から補給されていた。これを改善するためにSTS-126で運ばれた米国の水再生システム (Water Recovery System, WRS) は、空気中の凝結水だけでなく尿からも水を再生することで、地上からの水の補給をほとんど必要としなくなった。有害物質や臭いを除去するには、主に活性炭フィルタを使用しておりロシアのBMPと米国のTCCSが使われている。将来的な月着陸飛行などを考慮したメンテナンスフリーの水処理装置も開発が進められており、2019年にはJAXAと栗田工業が開発した実証試験機がISSに運ばれ試験運用された。
トイレは、ロシア側のモジュール「ズヴェズダ」とアメリカ側のモジュール「トランクウィリティー」にそれぞれあるが、いずれもロシア製である。2019年には両方故障したこともある。2020年にはNASAが新たに開発した小型トイレがISSに運ばれ試験運用に入っている。

#### 騒音
特に2000年代の初頭頃、ISSは酷い騒音に悩まされた。ピーク時には、作業エリアの騒音レベルは72-78 dB、睡眠ベッドの騒音レベルは65 dBに達した。乗組員は1日中耳栓の着用を強いられた。ロシアの報道によると、ビル・マッカーサー宇宙飛行士とヴァレリー・トカレフ宇宙飛行士は2006年4月にISSでの6か月の滞在から帰還したが、聴力に多少の障害があったという。2005年11月までに、作業エリアの騒音レベルは62-69 dB、睡眠区画の騒音レベルは55-60 dBにまで下った。
米国実験棟は、2 KHz付近で8 dBほど仕様をオーバー、ロシア施設では、1 KHz付近で9 dBオーバーしていたが、義務免除を提出しそのまま打ち上げられた。騒音の原因となっているファンもメーカーが責任を認めなかった。結果吸音材を貼るなど後手の対応を強いられた。
一方きぼう実験棟では当初からNC-50以下の仕様要求を満たし、ISSで最も静かなモジュールとなった。
2024年現在では音響レベル最高63 dB、睡眠区画では50 dB以下まで下がっている。
ちなみに、中国宇宙ステーションは騒音は作業エリアで58 dBに保たれており、 寝室では49 dBとなっている。

### 姿勢制御
ISSの姿勢（方向）は、2つのメカニズム（推進式と非推進式）で維持される。通常は、Z1トラスに設置されている米国のコントロール・モーメント・ジャイロ (CMG) 4基を使ってISSを正しい方向、すなわちデスティニーをユニティの前方に、P（ポート側の）トラスを左舷側に、ピアースを地球側（底側）に向ける。CMGシステムが飽和すると、ISSの姿勢をコントロールすることができなくなってしまうため、その場合は、ロシアの姿勢制御システムが自動的に（外乱が加わる方向と反対方向に）スラスタを噴射して、CMGの飽和をクリアできるように制御しているほか、CMGが使用できない期間のISSの姿勢制御も担当する。スペースシャトルオービタがISSにドッキングしていた時は、主にオービタのスラスタ（とCMG）が姿勢制御に使われていた。

### 高度制御

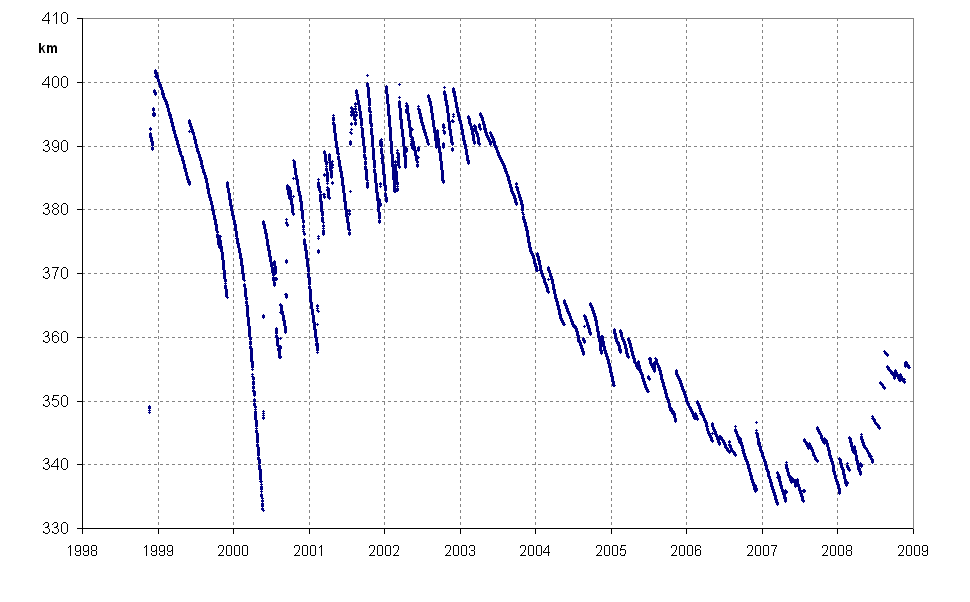
ISS高度の推移グラフ。
特に1999年から2000年前半において、400kmから333kmまで急激に低下しているのがわかる。

ISSの軌道は最低高度278 kmから最高高度460 kmの範囲に維持される。最高高度制限は、ソユーズ宇宙船のランデブーが可能な425 kmであり、最低高度は、リブースト等の制御ができなくなった状態でも一定期間落下を防いで対応する時間を稼ぐための高度で設定される（このため太陽活動に伴って最低高度制限も変動する）。
ISSの高度は大気の抵抗によって絶えず低下しているので、毎年数回、より高い高度に上昇（リブースト）させる必要がある。高度のグラフは、毎月約2.5 kmずつ徐々に低下することを示している。リブーストはズヴェズダ後方の2基のエンジン、ドッキング中のスペースシャトル・プログレス補給船・あるいはESAのATVで実行することができる。
高度の上昇は、今後の飛行計画や、スペースデブリの接近状況などを考慮して実施される。このため稀にではあるが、高度を若干下げたりもしている。ISSの組み立て段階では、スペースシャトルができるだけ多くのペイロードをISSへ運べるように、高度は比較的低く抑えられていたが、スペースシャトル退役後はおおむね高度400km以上で運用されるようになった。
2022年2月、ロシアによるウクライナ侵攻に伴い、高度制御を担うロシア側の区画を運用してきたロスコスモスに経済制裁が加えられた。この際、ロスコスモスの社長は宇宙ごみの回避などを含め、ISSの軌道修正が年平均11回実施されていると具体的な回数を主張し、経済制裁解除を求めたことがあった。
こうした発言を受けてアメリカ側は無人補給船シグナスでもISSの軌道修正が可能であることを説明。2022年6月27日には実際にISSの軌道を上昇させることに成功させた。

### 装甲・放射線防護
大型のスペースデブリは、常に地上から監視されており、衝突の可能性がある場合は、前述の高度制御により回避することができる。しかしながら監視されていない小規模なデブリと衝突する可能性はあるので、対策としてモジュールには装甲が施されている。装甲はアルミニウムによる空間装甲と、衝突により発生した破片を受け止めるためのケブラー繊維製内張りで構成される。
放射線に対しても多少考慮はされている。新しい居住区画はヒトの被曝量が少なくなるように、それまでよりも緩衝材が厚くなっている。太陽フレアで放射線量が増すと判っている場合には、ロシア側のドッキングポートが最も壁が厚いため、滞在者はここに避難することになっている。

## 軌道
軌道高度は、地上との輸送機往復を考慮して、低軌道で運用されている。そのため地球を約90分で1周、24時間で約16周する。
軌道傾斜角は、地球の赤道に対して51.6度傾いている。そのため、一般的なメルカトル図法の世界地図上に軌道を描画すると、北緯・南緯51.6度を上下の端とする波線になるが、地球が自転しているために、90分かけて「地球1周」した際には前の周回した地点よりも、地上の経度で22.5度ずれることになる。
24時間飛行し、地球がちょうど1回自転した場合に同じ地点の上空に戻ることになるが、地球がやや楕円球体であること、重力の偏りなどの外乱によって、わずかに異なる。
地球に対する向きは、地球の中心に向かって常に変化しないように制御されている。これは通信設備の指向性、補給機の経路のためであり、ほかは人工衛星と同様である。つまりISSから地球を眺めると、ある1点で回転し続けているように見える。

## 輸送機

### スペースシャトル退役まで
当初のNASAの宇宙ステーション建設構想は、スペースシャトルの全面的な利用を想定していた。このため、モジュールや機材の多くはスペースシャトルでの輸送を前提として設計されている。しかし予算上の理由からロシアが参加することになり、人員輸送には緊急脱出用を兼ねてソユーズ宇宙船を、貨物輸送にはプログレス補給船を合わせて利用することになった。ロシアの建設資材は、大半がロシア独自で打ち上げられる。ロシアは与圧モジュールを独立の宇宙船として設計しており、プロトンロケットで打ち上げられるとモジュール自体の機能でISSに自動ドッキングする。一部の小型モジュール（ピアースなど）は、プログレス補給船のペイロードとして輸送される。
2003年2月1日に別ミッションで飛行中のスペースシャトル「コロンビア」が大気圏再突入後に空中分解で失われる事故が発生し、運行の安全が確認されるまでスペースシャトルの打ち上げが無期限停止となったため、ISSの組み立て作業は、2002年11月に行われた「STS-113/ISS組立ミッション11A」を最後に一時停止した。これによりISSへの輸送力が大幅に低下したため、ISSにおける宇宙飛行士の3人の常駐体制が一時的に2人に減らされた。2005年7月26日午後11時39分（日本時間）に、事故後初となるディスカバリー (STS-114) の打ち上げが行われ、ISS組立再開ミッションとなる「ミッション/LF-1」が行われた。このミッションには日本から野口聡一飛行士が参加した。
2008年には欧州のESAが欧州補給機 (ATV) の運用を開始し、2009年には日本のJAXAが宇宙ステーション補給機 (HTV) の運用を開始した。スペースシャトルによる宇宙飛行士の交代は2009年11月で終了し、以後の宇宙飛行士の交代にはもっぱらソユーズ宇宙船が使われるようになった。
2010年にはNASAがスペースシャトルを退役させることを決定した。ISSのロシア以外の建設資材は、大半がスペースシャトルでの打ち上げを前提に設計されており代替輸送は困難であるため、仮にスペースシャトルの運航が遅れれば全ての資材を打ち上げることなくISSの建設を打ち切る可能性もあると懸念された。また、スペースシャトル退役以後はコンステレーション計画の一環として、スペースシャトルの後継となるアレスロケットとオリオン宇宙船によってISSに人員や貨物を輸送する計画があったが、2010年にバラク・オバマ政権によりコンステレーション計画の中止が決定された。アメリカはスペースシャトルの退役によりドラゴン宇宙船の運用開始までの間、ISSへの独自の輸送手段を一時的に失うことになった。

### スペースシャトル退役以降

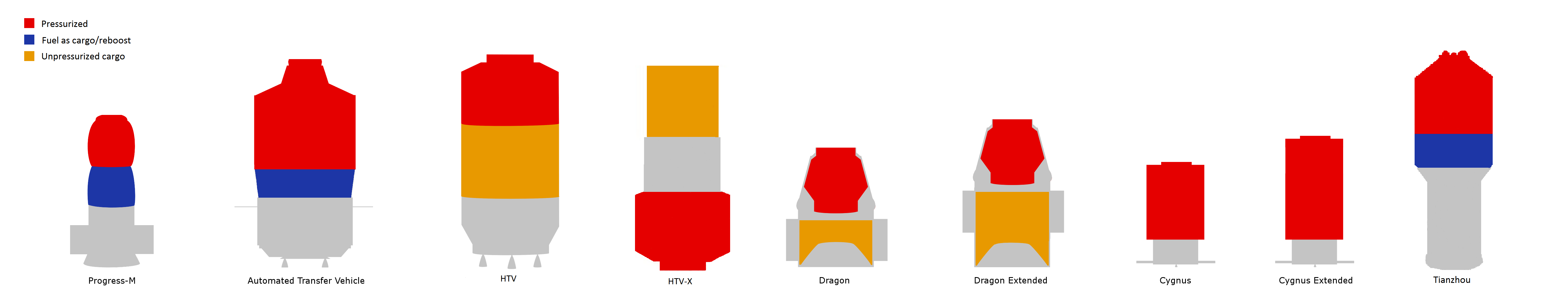
無人宇宙補給機の比較。左からプログレス、ATV、HTVと構想検討中のHTV-X、ドラゴン標準型と拡張型、シグナス標準型と拡張型、天舟。赤が与圧区画、橙が非与圧区画、青が燃料区画。

2011年7月にスペースシャトルが退役した後しばらくは、ISSへの人員輸送にはソユーズ宇宙船、貨物輸送にはプログレス補給船、欧州補給機 (ATV)、宇宙ステーション補給機 (HTV) のみが使用されていたが、プログレス補給船、ATV、HTVには貨物回収能力はなく、ソユーズはわずか60kgの手荷物しか回収できないため、ISSから地球へ貨物を持ち帰る能力が最小となった。
スペースシャトル退役後のアメリカのISSへの人員・貨物輸送手段としては、商業軌道輸送サービス (COTS) により開発された、民間企業スペースX社のファルコン9とドラゴン補給機、オービタル・サイエンシズ社のアンタレスとシグナス補給機を使用した商業補給サービス (CRS) を活用する。ドラゴン宇宙船は2012年5月26日に民間宇宙船として初めてISSにドッキングして補給に成功し、5月31日 (UTC) に太平洋に着水し帰還した。これによりISSからの貨物の回収が再び可能となった。10月10日には初の商業補給サービス (CRS) ミッションに成功した。
NASAは2011年5月に、コンステレーション計画で使用される予定だったオリオン宇宙船の設計を流用した新たなオリオン宇宙船 (Orion Multi-Purpose Crew Vehicle, MPCV) の開発を発表した。新たなオリオン宇宙船の無人テスト機EFT-1は2014年12月にデルタIV Heavyロケットで打ち上げられた。また2011年9月に、スペースシャトルの後継としてオリオン宇宙船も打ち上げることになるNASA独自の打ち上げロケットとして、サターンVロケットを超える規模のスペース・ローンチ・システムの開発が発表された。しかし、オリオン宇宙船によるISSへの宇宙飛行士の輸送任務はその後キャンセルされ、商業クルー輸送機（スペースX社のドラゴン2とボーイング社のCST-100）に任せることになり、オリオン宇宙船は有人での深宇宙探査と商業クルー輸送計画が上手くいかなかった時のバックアップの位置づけとなっている。
2015年2月、欧州補給機 (ATV) の5号機が大気圏に再突入し、欧州補給機全機の運用を終了した。2020年には宇宙ステーション補給機 (HTV) とドラゴンの初期型が相次いで運用を終了し、一方でそれぞれ新型に置き換わるなど、再度の世代交代を迎えている。

### 運用中の輸送機

#### ソユーズ
ロシアが運用中の3人乗り有人宇宙船である。ISSに非常事態が起きた際の脱出用救命ボートの役割を果たしている。この用途に対しては、アメリカが乗員帰還機 (X-38 CRV) を開発して置き換える計画だったが、こちらは中止された。2009年5月までは、ISS長期滞在クルーは3名体制だったので、ソユーズが常時1機備え付けられていたが、2009年5月からは6名体制に拡張されたため、ソユーズも2機常備されることになった。緊急時に利用しやすいよう、ISSの中央に近いザーリャ前方の地球側にドッキングするが、2機に増えた場合はさらにズヴェズダ前方（に結合しているピアース）も利用する。ズヴェズダの後方はISSの末端にあたるので、プログレス、ATVの結合を優先するため出来るだけ避けてはいるが、ズヴェズダ後方も必要に応じて使用することもある。なお、2010年1月からは、MRM-2のドッキングポートも利用できるようになる。
ソユーズの軌道上での寿命は6ヵ月なので、6ヵ月ごとに新しいソユーズを打ち上げて交換する。この際、滞在3名中2名から3名がソユーズとともに交代するが、ソユーズは3人乗りなので、ロシア人用の1人分の空席が空く場合もある、その場合はISSへの短期訪問（新しいソユーズでISSへ向かい、古いソユーズで帰還する）に利用される。このような便乗者をタクシークルーと呼び、ロシアが利用権を販売している。私的宇宙旅行でのISS訪問や、マレーシアや韓国によるISS訪問はこの枠を利用したものである。ただし、シャトルでのクルーの交代2009年11月のSTS-129を最後になくなり、滞在人数も6名に増加したため、タクシークルーの搭乗機会はなくなった。

#### プログレス補給船
ロシアが運用中の無人貨物船。与圧貨物として食料、衣類、実験機材、補修用部品などを輸送するほか、酸素や水、液体推進剤をISSに補給するタンクとパイプも装備している。プログレスはズヴェズダの後方にドッキングすることが多い（その他、ザーリャとピアースにもドッキングする）。ここはISSの後方端にあたるので、プログレスは自身のエンジンを使用してISSを推進（リブースト）し、高度を上げることができる。スペースシャトルが事故の影響で運用不能に陥っていた際には、強力なピンチヒッター役を務め、ISSを維持した。スペースシャトル復帰後も物資輸送に活躍しているが、後述のATVとHTVの運用が開始されてからは役割を分担することになった。

#### シグナス
シグナスはドラゴンと同じくNASAのCOTS計画で開発された民間無人宇宙補給機。シグナスはアンタレスにより打ち上げられ、2013年9月に初めてISSとのドッキングに成功して補給を成功させた。

#### ドラゴン2
NASAの商業乗員輸送開発 (CCDev) に基づきスペースX社が開発する有人宇宙船。ドラゴン2も初期型のドラゴン同様にファルコン9により打ち上げられ、2019年3月に無人でのISSドッキングを、次いで翌2020年5月に有人でのドッキングを成功させた。

### 過去に運用された輸送機

#### スペースシャトル

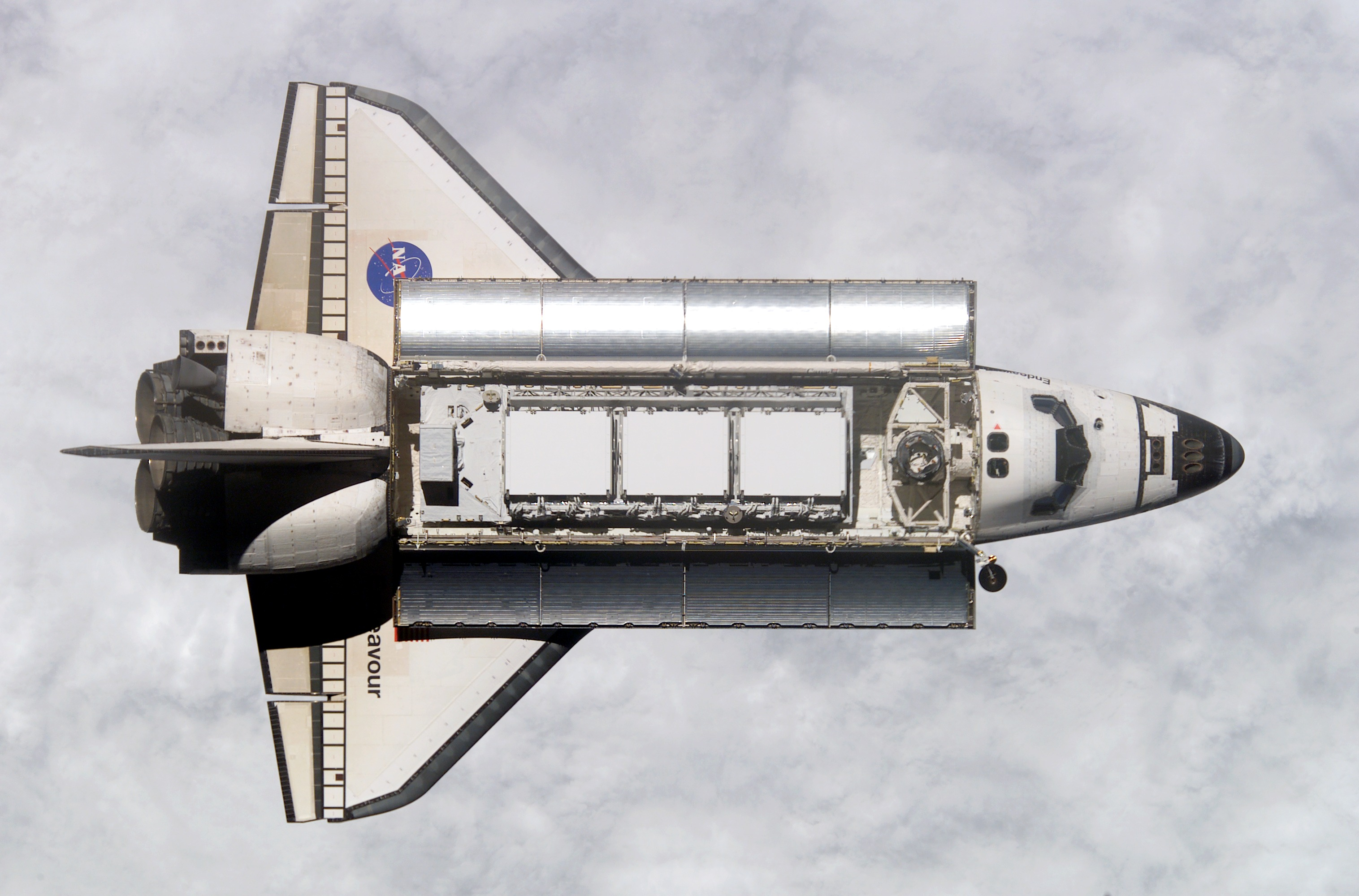
トラスを輸送中のスペースシャトル。

2011年7月に退役するまでNASAがISSへの人員と建設資材と補給物資の輸送のために運用していた輸送機。ISS建設資材の大半を輸送したほか、7名の人員とロボットアームを搭載でき、特に建設初期段階では作業基地の役割も果たした。人員交代にも使われるが、ソユーズ宇宙船を6ヶ月ごとに交換する際に人員交代も行えるため、補助的な役割にとどまった。
日米欧の実験モジュールなど、ロシア以外の与圧モジュールはスペースシャトルで輸送された。このため、これらのモジュールは全てスペースシャトルのペイロードベイに合わせた寸法、形状、重量になっている。ただし、スペースシャトルの度重なる改良（主に安全性向上）により搭載可能な重量は計画当初より減少しているため、一部の大型モジュール（デスティニー、きぼう船内実験室）は船内機器の一部を別便で輸送せざるを得なくなった。
補給には、大きく分けて4つの方法を用いた。ひとつは、スペースシャトルの船内に補給品を搭載し、ドッキング装置を通して運搬する方法である。ドッキング装置の通路は直径60センチメートル程度と狭く、船内スペースを使用するため輸送力は小さいが、補助的に毎回使われていた方法である。
2つめは、ペイロードベイにスペースハブ輸送モジュールを搭載する方法である。船内より多くの補給品を搭載できるが、やはり大きな物資は輸送できない。次のMPLMが導入されると使われなくなった。
3つめは、ペイロードベイに多目的補給モジュール (MPLM) を搭載する方法である。MPLMはペイロードベイから取り出され、ユニティまたはハーモニーに直接結合される。サイズが大きい共通結合機構 (CBM) を使うため、ISPRなど大型の機材を輸送できるほか、小型物資も広い通路を利用して効率よく搬入できた。作業終了後のMPLMはペイロードベイに戻されて持ち帰られた（詳しくはMPLMを参照）。
4つめは、ペイロードベイ内に露出した形で輸送する方法である。ISSの外部に設置するバッテリーやタンクなどの部品を交換する際には、アダプターを使用して搭載した。

#### 欧州補給機 (ATV)
欧州補給機 (ATV) はESAが2008年から2015年まで運用した無人貨物船。機能や利用方法はプログレスとほぼ同じで、ロシア側のドッキング装置を使用し、補給用のタンクやパイプも装備している。大型のアリアン5 ES-ATVロケットで打ち上げられるためプログレスよりもかなり大型で、リブースト用推進剤を含む輸送力はプログレスの約3倍である。ただし、ドッキング装置もプログレスと同じなので大型物資の輸送はできない。

#### ドラゴン
NASAの商業軌道輸送サービス (COTS) 計画で開発された初の民間無人宇宙補給機。ドラゴンはファルコン9により打ち上げられ、2010年12月に初めて地球低軌道を周回し大気圏に再突入して太平洋に着水し、2012年5月に初めてISSのドッキングに成功して補給を成功させた。2020年4月の20回目の補給ミッションを最後に運用を終了し、後継機となるドラゴン2に移行した。

#### 宇宙ステーション補給機 (HTV)
宇宙ステーション補給機 (HTV)、愛称「こうのとり」は、日本のJAXAが2009年から2020年まで運用した無人貨物船。プログレスやATVと異なり、ISSの先頭にあたるハーモニーに結合するため、リブーストに用いることはできない。しかし、MPLMと同様にサイズが大きい共通結合機構 (CBM) で結合するため、ISPRを丸ごと搭載するなど、大型の貨物を輸送することができる。また非与圧部があり、ISSの船外に装着されるバッテリーなども輸送することができる。スペースシャトル退役後、後述の民間機の運用が開始されるまでは、これらの物資を輸送可能な輸送機はHTVのみだった。2021年度以降にコストを半減したHTV-Xの運用に移行する予定であったが、2022年2月現在は未定である。

### 開発中の輸送機

#### オリオン宇宙船
NASAは2011年5月にオリオン宇宙船 (Orion Multi-Purpose Crew Vehicle, MPCV) の開発を発表した。オリオン宇宙船の無人テスト機は2013年7月にデルタIV Heavyロケットで打ち上げられる予定である。また2011年9月に、スペースシャトル後継機のSLSの開発とオリオン宇宙船を搭載した初号機を2017年に打ち上げることが発表された。
当初のオリオン宇宙船は、NASAがコンステレーション計画に使用するために2014年運用開始を目標に開発していたが、2010年にコンステレーション計画が中止されると計画が現在のものに変更された。コンステレーション計画においては、6名が搭乗可能で、ソユーズを置き換えて緊急帰還船としても使われる模様であった。また、詳細は発表されていないが無人貨物船型の開発も予定されており、有人型と同様の物資回収カプセルを備えた型と、HTVのような非回収カプセル（大気圏再突入廃棄物処理など）を備えた型のイラストが公表されていた。まずISSに対応した型（ブロック1）が開発され、続いて月飛行に使用可能なブロック2、火星や小惑星への飛行に使用可能なブロック3を開発する予定であった。

#### オリョール
ロシアが2023年現在開発中のソユーズ代替有人宇宙船。ISSへ6人輸送することが可能である他、無人輸送機としての運用も考慮されており、2tの貨物をISSへ輸送し500kgの貨物を地上に持ち帰ることが可能となる予定である。RKKエネルギアが開発を担当する。

#### HTV-X
JAXAが開発中の宇宙船で、2021年度以降にH3ロケットで打ち上げ予定であるが、2022年2月現在はHTV-Xを運搬するH3ロケットのメインエンジンLE-9完成の目処が立たず未定である。現行のHTVと比べて太陽電池のパドル化が図られるとともに、これまで分割されていた推進系と電気系モジュールがサービスモジュールに集約されるなど、構造設計が大幅に見直されている。こうしたシステムの効率化や軽量化により、輸送能力を保ったまま製造費用を半減する。

#### CST-100
NASAの商業乗員輸送開発 (CCDev) に基づきボーイング社が開発する有人宇宙船。

#### ドリームチェイサー
NASAの商業補給サービス (CRS-2) に基づきシエラ・ネヴァダ・コーポレーション社が開発する無人補給機。

### 計画中止になった輸送機

#### X-38 CRV
乗員帰還機 (CRV) としてNASAが開発を進めていた宇宙船である。X-24実験機に似たリフティングボディ形状の機体であり、6名が搭乗することができる予定だった。大気圏内での滑空実験などが行われたが、コロンビア号事故後の計画見直しで2002年に開発がキャンセルされた。

#### クリーペル
ロシアが開発を検討していた有人宇宙船でソユーズを代替する予定だった。釣り鐘型のカプセルだが小さな翼を取り付けた案もあった。エンジン部分は宇宙にとどまって繰り返し使われ、打ち上げにはソユーズ3ロケットを使用する予定だった。ESAやJAXAに共同開発を打診したが、2007年末にESAとの間でCSTS計画を立ち上げ、これに伴い計画は中止された。

#### ACTS/CSTS
ESAとロシアが開発を検討していた有人宇宙船でソユーズを代替する予定だった。有人カプセルと脱出装置、打ち上げロケットはロシアが、推進部はESAが開発し、2014年実用化を目標としていた。ESAでは、次のATV発展型とどちらが採用されるかは最終決定されず、JAXAにも共同開発を打診したが、共同開発には至らなかった。この計画は中止され、2009年初めにロシアは独自の有人宇宙船PPTS（オリョールの旧称）を開発することを決定した。

#### アレス
月探査計画（コンステレーション計画）用の大型貨物ロケットであるアレスロケットシリーズを、ISSに利用する案もあった。アレスVは地球低軌道に130tもの貨物を輸送可能であり、過去にサターンVでスカイラブを打ち上げたように、アルタイル着陸船を改造した軌道変更ユニットを取り付けることで大型のモジュールをISSに届けることが可能な計画だった。しかし開発は大幅に遅れ、2010年にコンステレーション計画自体の中止が決定された。

#### ATV発展型
ESAが開発を検討していた宇宙船で、まず貨物回収カプセルを搭載した無人型を、続いて有人カプセルと脱出装置を備えた有人型を開発する計画だった。打ち上げにはアリアン5を使用。ACTS/PPTSとは異なりヨーロッパ独自の計画だが、ESAはACTS/PPTSと比較検討していた。ATVは2015年のATV-5ミッションの終了をもって退役し、ESAはオリオン宇宙船にATVのサービスモジュールの技術を派生させたESM (European Service Module) を提供する計画に変更した。

## 運用終了に向けて
前述の通り、ISSは2024年現在は「2030年までの運用」が予定されているが、NASAでは運用のさらなる延長は考えておらず、運用終了後の廃棄について具体的な検討に入っている。
NASAの計画では、ISSを廃棄用の宇宙船（USDV）に牽引させ、最終的に地球の大気圏に突入させ焼却処分する予定で、2024年7月にはスペースXと共同でUSDVを開発する方針を明らかにした。USDVはスペースXのドラゴン2をベースとするが、総重量が約450トンもあるISSを牽引するため、推力が通常の4倍、推進剤が同6倍と大幅に強化される。USDVの開発費は最大8億4300万ドルで、軌道離脱から廃棄までは約2年ほどの期間を要する見込み。なおISSを完全に焼却するのは難しく、一部は地表に落下すると想定されるため、残部品については南太平洋上のポイント・ネモ付近に落下するよう制御される。
しかし、前述したように2019年頃から空気の漏洩が発生し、2025年時点では漏洩の規模が拡大しつつあるため、一部の識者からは「2030年までの運用は困難」という意見も上がっている。2025年6月、イーロン・マスクはスペースXの経営者としての立場で、ISSの運用に関与することで同社が年間数十億ドルの収益を得ていることを踏まえつつ、それでもなお「2年以内（＝2027年まで）にISSを軌道から外す」ことを求め、それに向けUSDVの開発を前倒しする方針を明らかにしている。

## 費用
2010年までの国際宇宙ステーション計画における各国の支出は、アメリカが6兆4400億円（585億ドル）、日本が7100億円、欧州が4600億円（35億ユーロ）、カナダが1400億円（17億カナダドル）である。2011年から2015年までの5年間の各国の予想支出は、アメリカが1兆8900億円（172億ドル）、日本が2000億円、欧州が2500億円（19億ユーロ）、カナダが250億円（3億カナダドル）である。（日本の支出の内訳はきぼうを参照）
なお、ロシアは自国管轄部分の費用をすべて負担し、同時にその全ての利用権を所有している。

## 国際宇宙ステーション関連作品

### Googleストリートビューによる公開
2017年7月には、ISSの主要部分の360度画像が、Google ストリートビューにより公開された。
このプロジェクトはNASA宇宙飛行士ペギー・ウィットソンが率い、ESA宇宙飛行士トマ・ペスケ（英語版）により撮影された。360度カメラではなく、NASAの協力により、ISSに搭載済のニコン製一眼レフにより撮影した複数の画像を合成することにより360度画像を生成する手法がとられた。
ペスケ飛行士がISSに滞在した第50次/第51次長期滞在の期間においては、ドラゴン宇宙船のSpX-10、シグナス宇宙船のOA-7がドッキングしており、ISSに加え、両宇宙船の内部に訪れることもできる。

### ISS Simulator
2024年11月、JAXA（宇宙航空研究開発機構）の協力の上で、ISS船内をデジタル上に再現した『ISS Simulator』が公開された。

## 備考
- トラスの名称「S1」のSや「P1」のPは、それぞれ船舶用語の「右舷」(starboard side)、「左舷」(port side) からきている。また、「Z1トラス」のZは「天頂」(zenith) からきている。
- 国際宇宙ステーションからアマチュア無線が運用されている。各国の宇宙飛行士は、ISS搭乗前に日本のアマチュア無線技士相当の資格をアメリカ合衆国で取得し、ISSの余暇時間を使って、地上のアマチュア無線局と交信している。コールサインは NA1SS と RS0ISS が使用されている。また、青少年に宇宙に対して関心を持って貰うため、スクールコンタクト（日時をステーション側と地上側で合わせ、地上側アマチュア無線家の監督の下に学校の児童・生徒が乗員達と通信する）が実施されている[77]。
- 2010年1月より、ISSからのインターネット直接接続が可能となった。野口聡一がISS滞在中にTwitterに1200回以上つぶやき、宇宙から最も多くTwitterに投稿した飛行士とされている[78]。
- 2011年1月28日、日本のHTV-2号機「こうのとり」が国際宇宙ステーションにドッキングした。その後、2月24日に欧州補給機 (ATV) 2号機「ヨハネス・ケプラー」が、さらに2月26日にスペースシャトル「ディスカバリー」(STS-133) が国際宇宙ステーションにドッキングした。先にドッキング中のプログレス、ソユーズを加え、この時点で上記の5機種6機が一堂に会し、ISS計画に参加している各国の全宇宙船が、初めて同時に国際宇宙ステーションにドッキングした状態となった。スペースシャトルが退役することが決まっていることから、現役の宇宙機の勢ぞろいは、このSTS-133が最初で最後の機会となり、宇宙開発の国際協力を象徴するイベントとなった。また、このSTS-133ミッションでは、恒久的多目的モジュール (PMM) が、最後のアメリカ側モジュールとして取り付けられ、国際宇宙ステーションの与圧区画が、ほぼ完成状態となった。
- 地上における構成要素の運搬には、NASAが所有するスーパーグッピーが使用された[79]。
- 宇宙飛行士が船内作業を行う際には記録を残すため撮影を行っているが、カメラの設置など撮影の準備は全作業時間の10%が費やされていた。日本では推進用のファンを搭載した球形の撮影ドローン「Int-Ball」を開発し、撮影を自動化する予定[80]。